# 前伊斯兰时期的阿拉伯

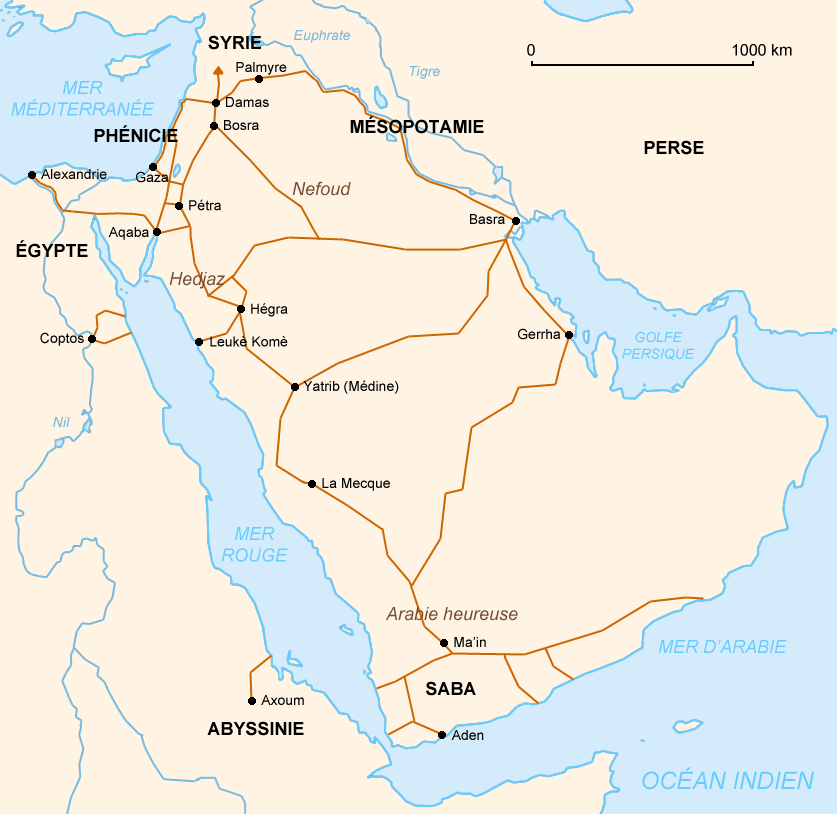
前伊斯兰时期阿拉伯地区的纳巴泰人贸易路线

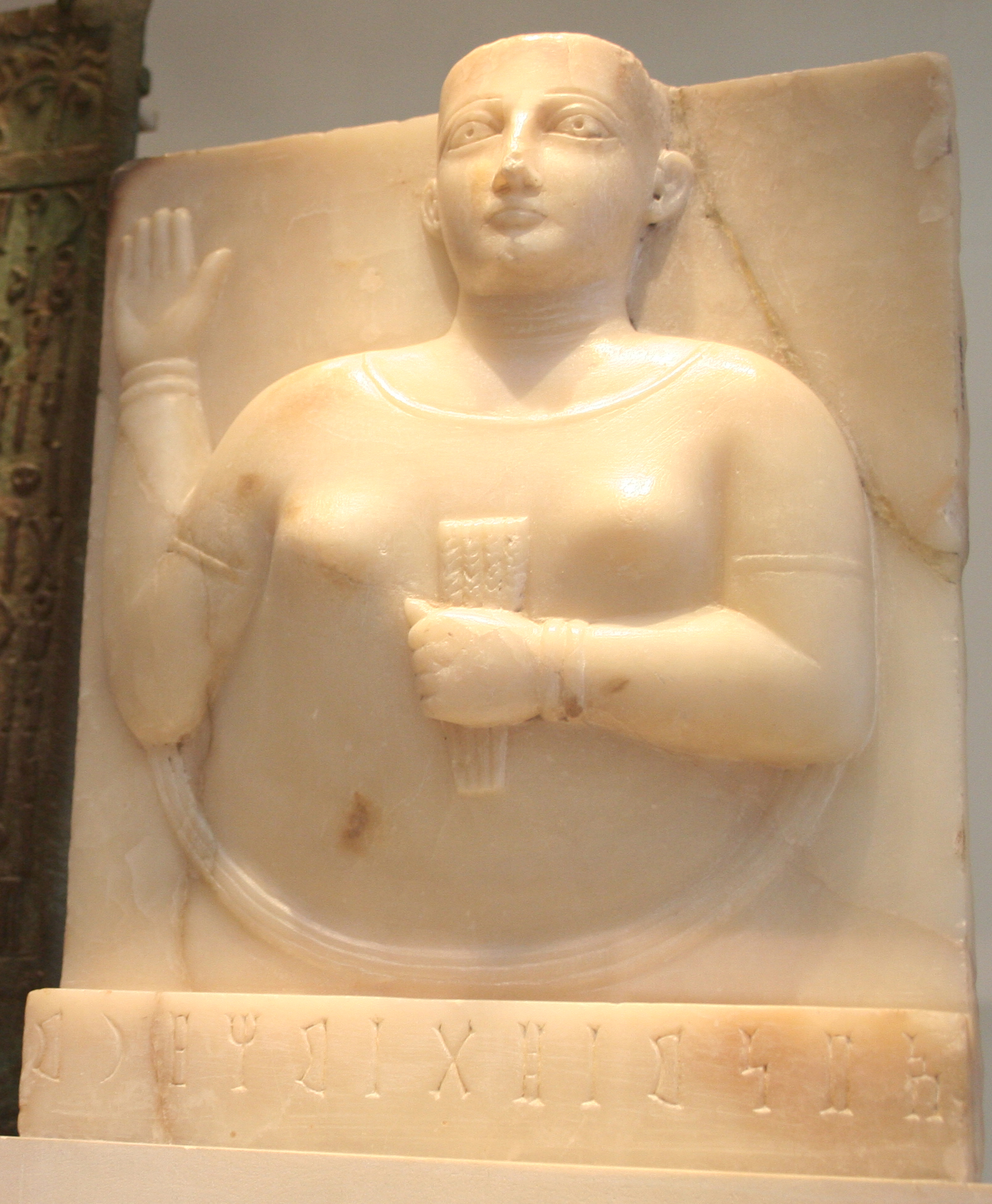
一个名叫阿班（Aban）的年轻女子的墓碑正面，上面刻着她举起的右手，以及握着一捆小麦的左手，这是生育的象征。来自伦敦大英博物馆

前伊斯兰时期的阿拉伯（阿拉伯语：شبهالجزيرةالعربيةقبلالإسلام）指的是在610年伊斯兰教出现之前的阿拉伯半岛地区。
此地区中一些已经定居的社群已经在此时期发展成了独立的文明。目前关于这些社群的资料是有限的，只能从考古证据、阿拉伯以外地区撰写的资料以及后来由伊斯兰学者记录的阿拉伯口头传统中整理而成。其中最著名的文明是赛莫德文明，它起源于公元前3000年左右，持续到大约公元300年；另一个是迪尔穆恩文明，它大约出现于前四千年末期，并且延续到了约公元600年。此外，从前一千年开始，南阿拉伯半岛便是许多国家（例如赛伯伊人）的家园，而东阿拉伯半岛则居住着古闪米特人，这些人大概是从西南方来的，例如所谓的萨玛德人。来自波斯的帕提亚以及萨珊殖民者控制了社群间的一些交通要道。
这一时期的阿拉伯地区的宗教有阿拉伯原始多神信仰，基督教的各教派，犹太教和琐罗亚斯德教等。

## 研究
前伊斯兰时期阿拉伯的研究始于19世纪初期的阿拉伯学家，当时他们成功破译了古南阿拉伯语（前10世纪），古北阿拉伯语（前6世纪）以及其他前伊斯兰阿拉伯语的文字。在此之前，对于此时期的史料记载十分稀缺，学者们通常使用后世阿拉伯本地学者们编写的史料或是域外文化（例如埃及人，希腊人，罗马人等）对此时期的记载作为研究材料，但是这二者对此时期的记载都是混乱且远远不足的。3世纪时，随着希木叶尔王国开始崛起，以及黎凡特地区加丹人的出现以及他们对纳巴泰人的同化，阿拉伯的历史逐渐崭露头角。这种扩张模式一直延续到7世纪穆斯林征服开始之前。这些史料的来源包括考古学证据、其他文化的资料、一些在中世纪被使用的阿拉伯文献以及口述传统，尤其是被伊斯兰学者以诗歌和圣训的形式记录下来的史料。阿拉伯半岛考古探索虽然稀疏但硕果累累，现在已经发掘了许多古代遗址。前伊斯兰阿拉伯的最新详细研究是《伊斯兰教之前的阿拉伯人和帝国 》，已由牛津大学出版社于2015年出版。此书收集了有关这段时期尤其是北部地区历史的各种古代文字和铭文。

## 史前至铁器时代
- 乌拜时期（公元前5300年）–可能起源于阿拉伯东部地区。
- 乌纳尔文化（2600–2000 BCE）
- 萨巴耳文化（公元前2000年）
- 瓦迪苏克文化（公元前1900–1300年）
- Lizq / Rumaylah（早期铁器时代）（公元前1300-300年）
- 萨玛德时代（晚期铁器时代）（公元前100年至公元300年）
- 前伊斯兰晚期（公元前150年至公元325年）

### 马、米甸和阿德
- 马是苏美尔人贸易伙伴的名字。通常认为它位于阿曼。
- 阿迪斯人定居在南阿拉伯（今也门），加丹部落的东部。他们在公元前10世纪至公元3世纪建立了阿德王国。

希腊人和埃及人都知道阿德王国。克劳迪乌斯·托勒密在《地理学指南》（公元2世纪）中将这一地区称为“伊奥巴里特大陆”，该地区后来被称为由巴尔。
米甸人的起源尚未确定。由于在所谓的米甸石陶器上有迈锡尼图案，一些学者，包括乔治·门登霍尔，彼得·帕尔，和贝诺·罗森伯格都提出，米甸人最初是从爱琴海地区移民来的海上民族，并强行融入了先前存在的闪族阶层。米甸人起源的问题仍然悬而未决。

## 主要王国概述
在伊斯兰教于610年兴起之前的前伊斯兰阿拉伯历史尚不十分详细。阿拉伯半岛考古探索稀疏，本地书面资料仅限于阿拉伯南部的许多铭文和硬币。现有材料主要由其他文化（例如埃及人、希腊人、波斯人、罗马人等）的书面资料以及后来由伊斯兰学者记录的口头传统组成。许多小王国在红海和印度洋贸易中得利因而开始繁荣。主要王国包括赛伯伊王国、Awsan、希木叶尔王国和纳巴泰王国。
已知最早的哈德拉毛王国的铭文是公元前8世纪时期的。它最早是由域外文化在公元前7世纪早期于卡拉巴伊尔·瓦塔尔语的旧赛伯伊语铭文中引用的，其中提到哈达玛特国王亚达伊尔是他的盟友之一。
前4000年，在乌鲁克城的伊南娜女神神庙中苏美尔人的楔形文字泥板中，迪尔穆恩王国这个词首次被发现。
形容词迪尔穆恩指的是一种斧头或一个特定的官员。此外，还发现了散发给与迪尔穆恩有联系的人的定量配给羊毛清单。
赛伯伊人是一个古老的民族，他们使用一种古南阿拉伯语言，在公元前2000年到公元前8世纪间生活在今天的阿拉伯半岛西南（即今也门）。有些赛伯伊人因在红海掌握霸权也生活在达阿马特，其位于今埃塞俄比亚北部和厄立特里亚 他们从前2000初期一直延续到到公元前1世纪。在公元前1世纪被希木叶尔征服，但在统治着赛伯伊与杜-瑞丹的第一希木叶尔帝国解体后，中赛伯伊王国在2世纪初再次出现。但最终在3世纪后期被希木叶尔人征服。
Awsan王国定都于在Markha干谷中的 （页面存档备份，存于）Hagar Yahirr，位于Bayhan干谷干谷南部，现在该地仅剩一个台形土墩，被当地人称为Hagar Asfal。它曾经是南阿拉伯最重要的小王国之一。根据一份赛伯伊文本的记载，该城市似乎在公元前7世纪被赛伯伊国王卡里比伊尔·瓦塔尔摧毁。这场战役表明该城被赛伯伊人视作战略要地。
希木叶尔是古代南阿拉伯的一个国家，其历史可追溯到公元前110年。它在公元前25年征服了邻国示巴，公元200年征服了加丹，300年征服了哈德拉毛。它与赛伯伊在政治上关联紧密，最终在公元280年左右彻底征服了赛伯伊王国。 直到公元525年，它一直是阿拉伯的主要国家。
希木叶尔的经济以农业为基础。对外贸易以乳香和没药的出口为基础。多年来，它还是连接东非和地中海世界的主要中介。这种贸易主要包括从非洲出口象牙并在罗马帝国出售。该国还对东非贸易城市施加了相当大的政治控制权。
纳巴泰人的起源仍然晦涩。由于声音的上相似性，耶柔米认为他们与《创世纪》中提到的尼拜厄斯部落有关，但现代历史学家对早期纳巴泰人的历史持谨慎态度。公元前586年开始的巴比伦之囚在犹大王国产生了权力真空，当以东人迁移到故犹大王国的牧场时，他们把纳巴泰铭文留在了领土上(比公元前312年更早，那时他们在佩特拉遭到安提戈努斯一世失败的进攻)。纳巴泰人的第一次明确出现是在公元前312年，当时塞琉古军官卡狄亚的希罗尼穆斯在战斗报告中提到了他们。在公元前50年，希腊历史学家西西里的狄奥多罗斯在其报告中引用了希罗尼穆斯，并补充说：“就像塞琉古人试图征服他们（纳巴泰人）一样，罗马人也做出了几次尝试来插手他们这种有利可图的贸易。”
佩特拉或塞拉是以东的古都。纳巴泰人的确占领了古老的以东国，并利用以东人被巴比伦俘虏的机会挺进犹太南部，在这里成功地发展了商业。这此迁徙的日期无法确定，但使他们成为了亚喀巴湾海岸和重要的埃拉斯港口的主人。据阿加斯卡奇德斯称，在一段时间内，他们作为破坏者和海盗，非常麻烦，无法重新开放埃及与东方之间的贸易，直到被托勒密王朝的统治者们肃清。
拉赫姆王国是由拉赫姆部落建立的，该部落在2世纪从也门迁出，并由巴奴·拉赫姆统治，因此得名。它由一群居住在伊拉克南部的阿拉伯基督徒组成，并于266年将希拉作为首都。 王朝的创始人是'Amr，他的儿子伊姆鲁·盖伊斯皈依了基督教。于是整个城市逐渐皈依。伊姆鲁·盖伊斯梦想建立一个统一和独立的阿拉伯王国，于是之后攻陷了阿拉伯许多城市。
伽珊尼德是位于南阿拉伯的一个基督教部落，在三世纪初期从也门移居到叙利亚南部的浩兰，约旦和圣地，在那里他们与希腊化的罗马殖民者和讲希腊语的早期基督教徒通婚。伽珊尼德的移民沿袭了叙利亚南部丰富的语言传统。据说伽珊尼德人来自也门的马里卜市。这个城市的大坝後來被洪水冲毁了，因此那里的人们不得不离开，移居国外，寻求生活在干旱的土地上。谚语“他们像示巴人一样散落”就是指这次外逃。移民来自加丹部落的Kahlan分支的南部阿拉伯部落Azd。

## 东阿拉伯半岛
前伊斯兰时期在东阿拉伯半岛部定居的人群主要使用阿拉姆语，某种程度上使用波斯语，而叙利亚语则是宗教语言。 在伊斯兰时代之前，东部阿拉伯的人口包括阿拉伯基督徒，阿拉米基督徒，讲波斯语的琐罗亚斯德教徒和米兹拉希犹太人。 根据罗伯特·贝特拉姆·塞耶安特的说法，巴哈纳人可能是阿拉伯化的“阿拉伯人征服时居住在该岛和东阿拉伯半岛沿海省份的基督徒（阿拉米人）、犹太人和古代波斯人（马朱斯）的后裔”。 其他的考古集合体不能清晰地置于更大的背景中，例如萨马德晚期铁器时代。
琐罗亚斯德教也出现在阿拉伯东部。  东阿拉伯半岛的琐罗亚斯德教徒在伊斯兰时代之前就被称为“马约斯人”。 东阿拉伯半岛定居部落使用的方言，包括阿拉伯的Bahrani，受到阿卡德语、阿拉姆语和叙利亚语语言的影响。

### 迪尔穆恩

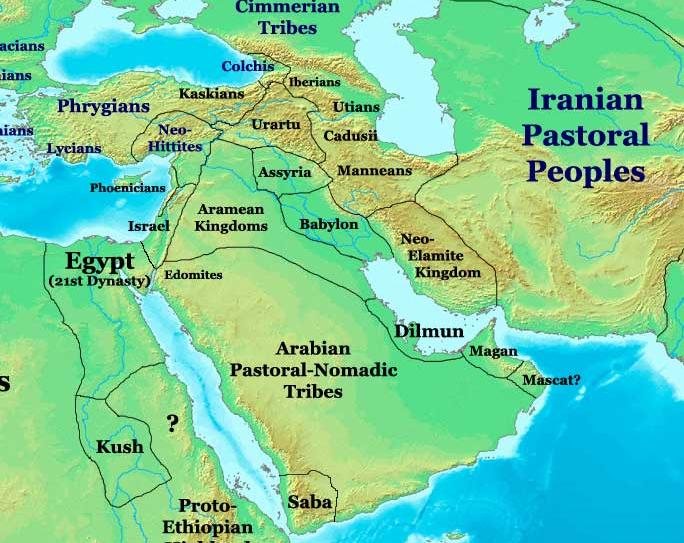
公元前10世纪的迪尔蒙及其邻居。

迪尔穆恩文明是重要的贸易中心，在其鼎盛时期控制着波斯湾的贸易路线。苏美尔人把迪尔穆恩视为圣地。 迪尔穆恩被认为是中东最古老的古代文明之一。 苏美尔人将迪尔穆恩描述为吉尔伽美什史诗中的天堂花园。 苏美尔人关于迪尔穆恩花园天堂的故事可能是伊甸园故事的灵感来源。迪尔穆恩最早出现在苏美尔楔形文字陶片中，该陶片可追溯到公元前4000年末，发现于乌鲁克市的女神伊娜神庙中。形容词“Dilmun”用来描述一种斧头和一个特定的官员。此外，还有发放给与迪尔蒙有联系的人的口粮清单。
从前4000年末到公元前1800年，迪尔穆恩是重要的贸易中心。 在第二个千年的头300年中，迪尔蒙非常繁荣。 公元前2000年至公元前1800年之间，迪尔蒙的商业力量开始下降，因为海盗活动在波斯湾地区盛行。公元前600年，巴比伦人和后来的波斯人将迪尔穆恩并入了他们的帝国。
迪尔穆恩文明是商业活动的中心，该商业活动将陆地上的传统农业与不同地区之间的海上贸易联系起来，例如印度河谷和美索不达米亚之间以及后来的中国和地中海地区（公元3世纪至16世纪）之间。
在两封日期为布尔那布里亚什二世统治时期(公元前1370年)的信中提到了迪尔穆恩。在加喜特巴比伦时期，这些信被从尼普尔发现。这些信件来自省级官员Ilī-ippašra Dilmun他朋友在美索不达米亚Enlil-kidinni。他们都是阿卡德人。这些信件和其他文件暗示了当时迪尔穆恩和巴比伦之间的行政关系。随着加喜特王朝的崩溃，美索不达米亚文献没有提到过迪尔穆恩，除了公元前1250年的亚述铭文，它宣布亚述国王是迪尔穆恩和梅鲁哈的国王。亚述铭文记录了来自迪尔穆恩的贡品。在公元前1000年，还有其他的亚述铭文表明亚述对迪尔穆恩的主权。迪尔穆恩后来也被美索不达米亚的加喜特王朝所控制。
迪尔穆恩有时被称为“太阳升起的地方”和“生活之地”，这都是是苏美尔创世神话的某些版本的场景，也是洪水中的苏美尔人英雄朱苏德拉被众神赐予永生的地方。托基尔德·雅各布森（Thorkild Jacobsen ）对《埃里杜起源》的翻译称其为“狄尔蒙山”，他将其定位为“遥远的，半神话般的地方”。

在恩基和宁胡尔萨格的史诗故事中，迪尔穆恩也被描述为创世发生地。恩基对大地母亲Ninhursag的誓言如下：
 对于我女士心脏之地迪尔蒙，我将建造漫长的水路，河流和运河，水将流淌以消灭众生的渴求，并为所有生命带来丰富。
 苏美尔空中和南风女神宁利勒在迪尔穆恩安了家。它也出现在《吉尔伽美什史诗》里。
然而，在早期的史诗“恩默卡尔和阿拉塔之王”中，主要事件围绕着恩默卡尔在乌鲁克和埃利都建造金字型神塔展开，并且发生在一个“迪尔穆恩还未建立”的世界里。

### Gerrha

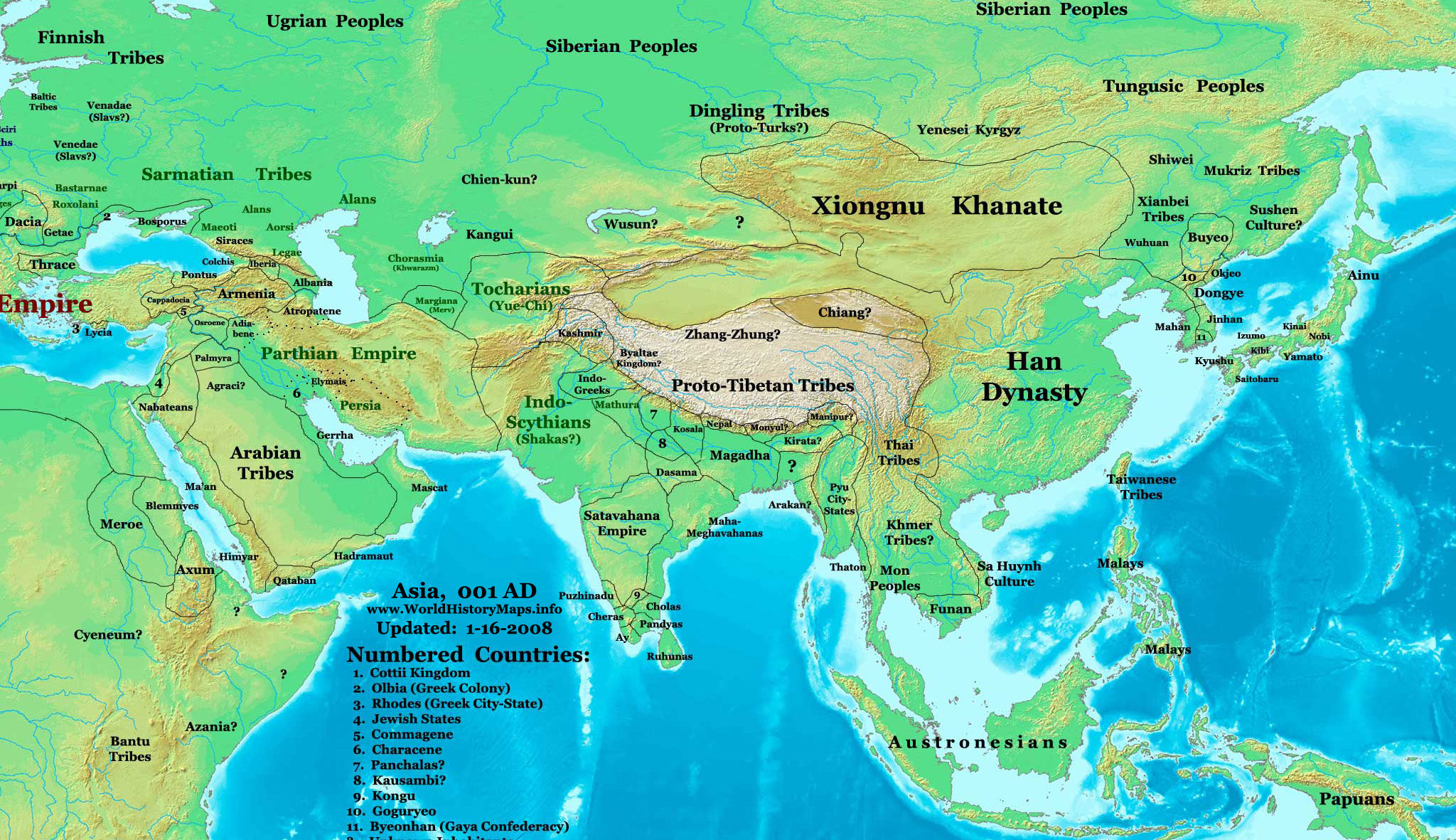
公元1年的杰尔哈及其邻居。

Gerrha（阿拉伯语：جرهاء）是波斯湾西侧的东阿拉伯半岛古城。更准确地说，杰尔哈古城存在于目前的Uqair堡垒附近或之下。这个堡垒在沙特阿拉伯东部省的哈萨东北50英里处。这个城市最早由RE Cheesman于1924年发现。
Gerrha和Uqair是阿拉伯半岛东部沿海的考古遗址。 在Gerrha建立之前，该地区属于迪尔穆恩文明，后来由亚述帝国在公元前709年征服。从大约公元前650年到大约公元300年，Gerrha一个阿拉伯王国的中心。该王国在公元前205-204年遭到安条克三世大帝的进攻，但它似乎幸存了下来。目前尚不清楚Gerrha何时沦陷，但该地区在公元300年后由萨珊波斯所控制。
斯特拉波将Gerrha描述为由来自巴比伦的迦勒底流亡者所居住，他们建造了盐屋，并用海水将其加固。老普林尼说它是圆周长5英里、由正方形的盐块建造的塔。
9世纪末，迦勒底人摧毁了Gerrha，在那里所有居民都被屠杀（300,000）。 它距今天的胡富夫海湾约2公里。研究员Abdulkhaliq Al Janbi在他的书中辩称，Gerrha很可能是位于现代沙特阿拉伯艾哈萨省的Hajar古代城市。Al Janbi的理论是现代学者最广泛接受的理论，尽管鉴于艾哈萨省位于60千米的内陆，因此不太可能成为商人路线的起点。这使得包括现代巴林王国，尤其是巴林主岛在内的岛屿的位置成为另一种可能性。

### 蒂洛斯

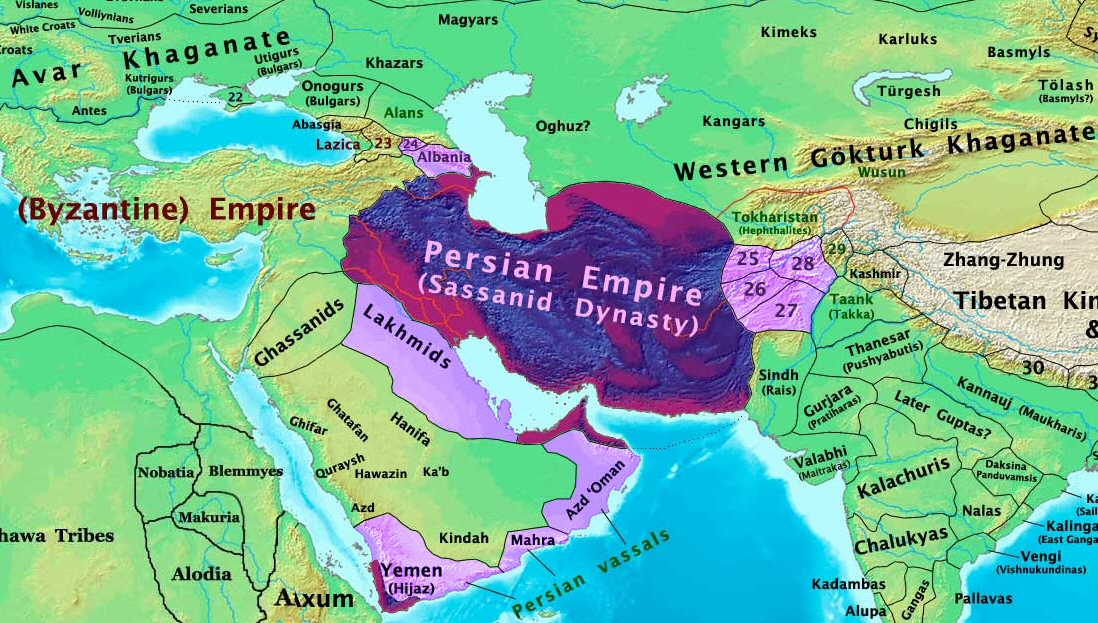
公元600年的亚洲，显示了阿拉伯征服之前的萨珊帝国。

巴林被希腊人称为蒂洛斯，尼阿库斯认为它在亚历山大大帝统治时期是珍珠贸易的中心。 从公元前6世纪到3世纪，巴林被阿契美尼德纳入帝国。 据信，希腊将军尼阿库斯是首批访问该群岛的帝国指挥官，他发现了一片青翠的土地，那是广阔贸易网络的一部分。他记录道：“在波斯湾的提洛岛上，有大片的棉树，从那里制成的被称为辛多尼的成衣，其成色程度差别很大，有些昂贵，有些便宜。这些武器的使用不仅限于印度，还扩展到阿拉伯。” 希腊历史学家泰奧弗拉斯托斯指出，这些棉树覆盖了许多岛屿，而蒂洛斯因出口刻有巴比伦传统标志的手杖而闻名。 古代的巴哈纳人和希腊殖民者也崇拜阿瑞斯。
尽管巴林堡的考古遗址已被认为是波斯湾的塞琉古基地，但尚不知道巴林是否是Seleucid帝国的一部分。 亚历山大曾计划与希腊殖民者一起定居波斯湾的东海岸，尽管目前尚不清楚这是否达到了他所设想的规模，但蒂洛斯还是希腊化世界的一部分：上流社会的语言是希腊语（尽管经常使用阿拉米语），但以崇拜阿拉伯太阳神Shams的形式崇拜宙斯。 蒂洛斯甚至成为希腊田径比赛的举办地。
蒂洛斯这个名字被认为是闪族语言中“迪尔穆恩”的希腊化。 直到托勒密作出地理学指南后，蒂洛斯这一术语才被广泛用于岛屿。 巴林的一些地名可以追溯到蒂洛斯时代，例如，穆哈拉格的阿拉德（Arad）居住郊区，据信起源于“阿拉多斯”（Arados），古希腊语为穆哈拉格岛。

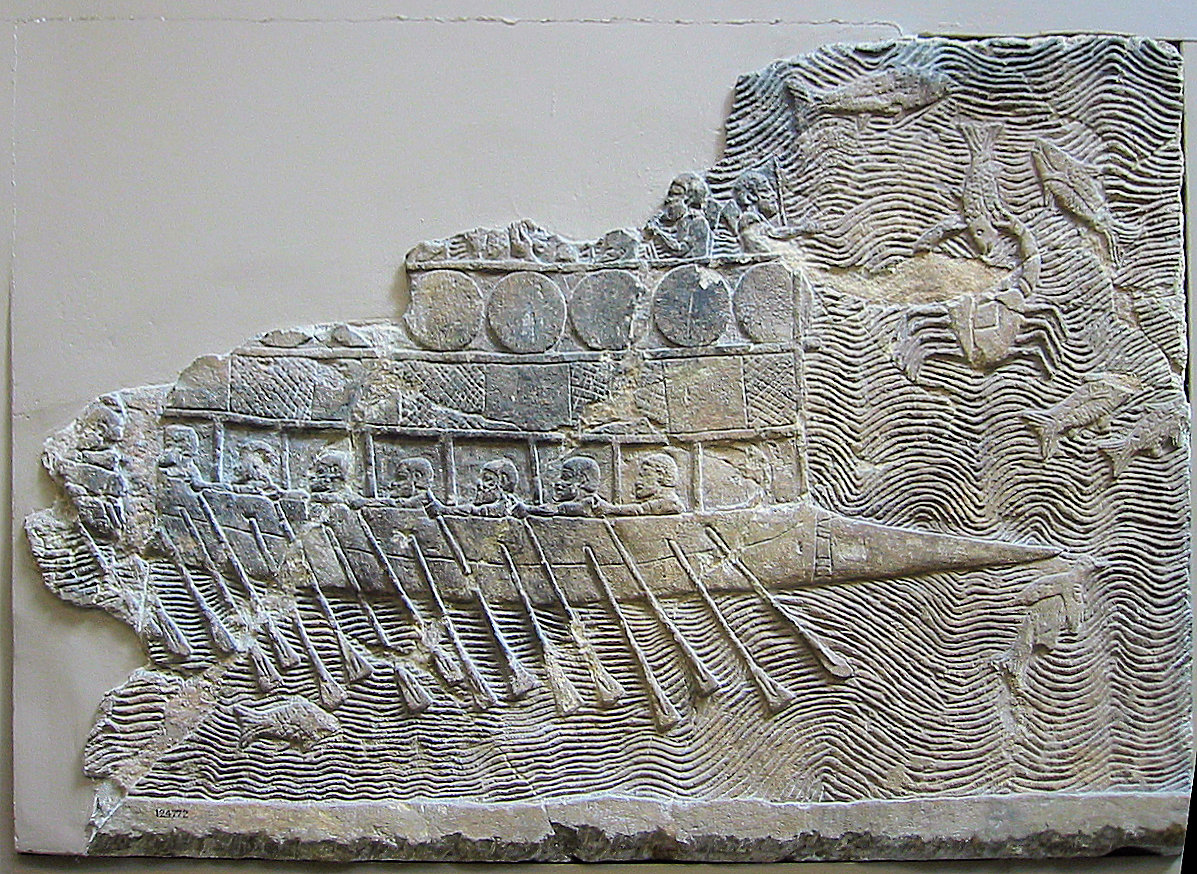
在波斯湾，亚述与迦勒底的一场战争中，腓尼基人为亚述国王辛纳赫里布服役。公元前700年

希腊历史学家斯特拉波认为腓尼基人起源于东阿拉伯半岛。 希罗多德也相信腓尼基人的故乡是东阿拉伯半岛。  这一理论被19世纪的德国古典主义者阿诺德·海伦（Arnold Heeren）接受，他说：“例如，在希腊地理学家中，我们读到了两个岛，分别名为Tyrus或Tylos和巴林的Arad，被认为它们是腓尼基人的母国，并展出了腓尼基庙宇的文物。” 特别是泰尔人民长期以来一直保持波斯湾的血统，并且评论了“Tylos”和“Tyre”这两个词的相似性。 然而，在据称发生这种迁移的时期，巴林几乎没有被占领的迹象。
随着即将结束的塞琉古希腊，Tylos被纳入卡剌肯涅或梅塞纳，由海斯帕西恩斯在127 BCE在今天的科威特建国。在巴林发现的建筑铭文表明，海斯帕西恩斯占领了这些岛屿（并且还提到了他的妻子塔拉斯西亚）。

### 帕提亚与萨珊
从公元前3世纪到伊斯兰在公元7世纪到来为止，东阿拉伯由帕提亚和萨珊王朝控制。
约在公元前250年，塞琉古人将自己的领土交给了来自中亚的伊朗部落帕提亚。帕提亚王朝将波斯湾控制在自己的控制之下，并将影响力扩大到阿曼。由于他们需要控制波斯湾的贸易路线，因此，帕提亚人在波斯湾南部海岸建立了要塞。
在公元3世纪，萨珊人继承了帕提亚人并控制了该地区，直到四个世纪后伊斯兰教兴起为止。 伊朗萨珊王朝的第一位统治者阿尔达什一世沿着波斯湾行进至阿曼和巴林，并击败了萨那特鲁克 （或萨蒂兰，可能是东部阿拉伯的帕提亚总督）。 他任命儿子沙普尔一世为东阿拉伯省长。沙普尔在那里建造了一座新城市，并以他的父亲的名字将其命名为巴坦·阿戴希尔（Batan Ardashir）。此时，阿拉伯东部地区合并了Sassanids省南部，该省覆盖了波斯湾的南部海岸以及巴林群岛。南部的Sassanids省分为以下三个地区：哈格（沙特阿拉伯胡富夫市），巴坦·阿达希尔（沙特阿拉伯卡提夫省 ）和米什玛希格（巴林的穆哈拉格），其中包括巴林群岛。巴林群岛先前被称为”Aval“这个名字的意思是“母羊鱼”，似乎暗示着”Tulos“这个名字与希伯来语“ṭāleh”（羔羊）有关。

### 贝特卡特拉叶
描述东北阿拉伯地区的基督教名称是Beth Qatraye，或“小岛”。 该名称在叙利亚语中翻译为“卡塔尔地区”。 其中包括巴林，塔鲁特岛，哈特，哈萨和卡塔尔。
到了5世纪，贝特卡特拉叶成为了内斯托里亚基督教的主要中心，该中心已经统治了波斯湾的南岸。 作为一个教派，内斯托里亚人经常被拜占庭帝国迫害为异教徒，但是因为阿拉伯东部不在帝国的控制范围之内，从而为他们提供了一定的安全性。几位著名的内斯托里亚作家来自贝特卡特拉叶，包括尼尼微的艾萨克（Isaac of Nineveh），达迪索·卡特（Dadisho Qatraya），卡塔尔的加布里埃尔（Gabriel）和卡塔尔的Ahob。 628年，伊斯兰教传入阿拉伯东部地区，削弱了基督教的重要性。 676年，贝特卡特拉叶的主教停止参加宗教会议。尽管基督教习俗在该地区一直持续到9世纪后期。
贝特卡特拉叶的教区并没有成立教省，除了在七世纪中后期建立了一个短暂的机构。 相反，他们从属于东叙利亚礼的法斯教会。

### 贝特马祖纳耶
阿曼和阿拉伯联合酋长国组成的教省名为Beth Mazunaye。该名称源自“Mazun”，即阿曼和阿拉伯联合酋长国的波斯语名称。

## 南阿拉伯诸王国

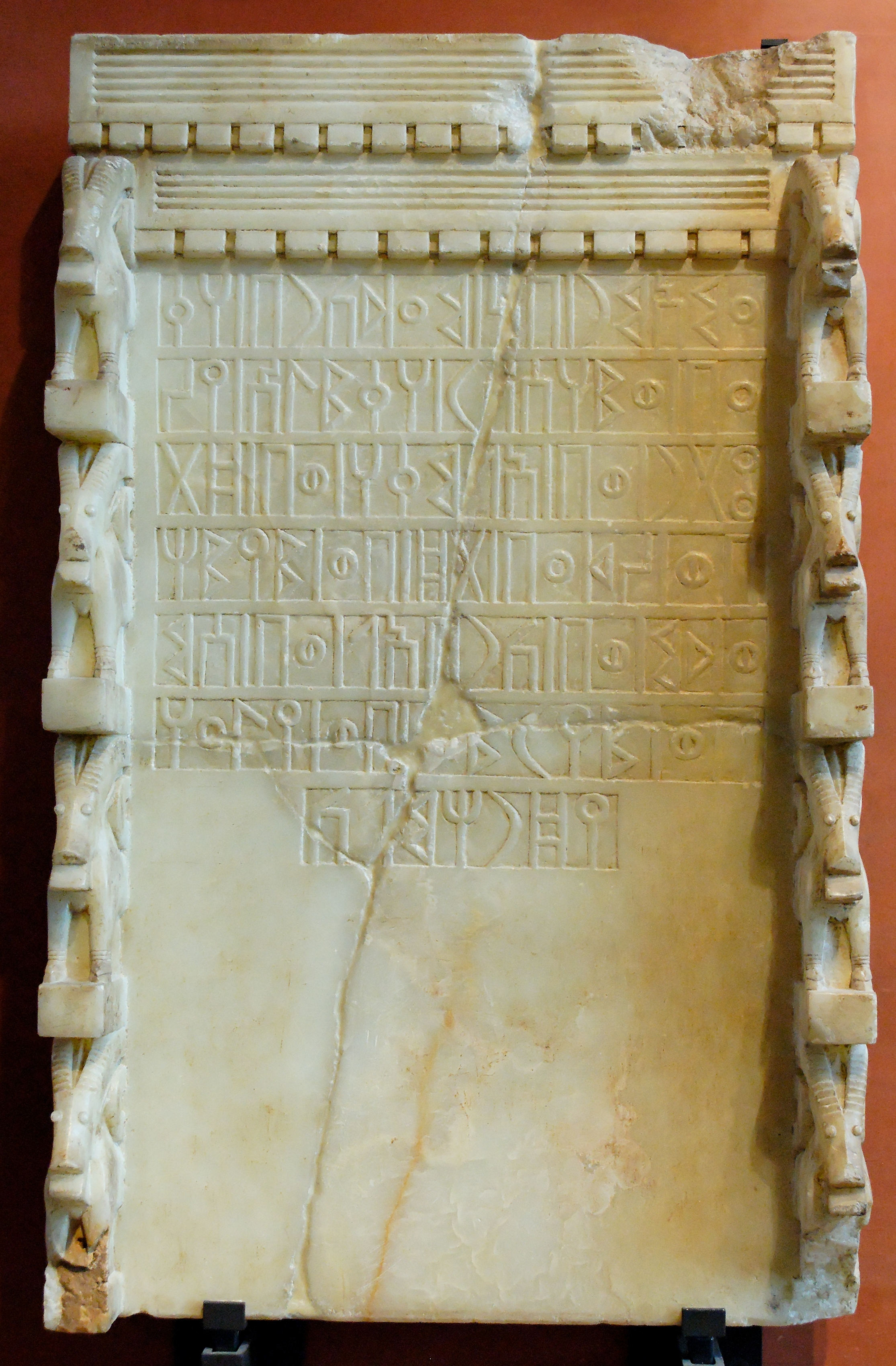
赛伯伊人给月神Almaqah的祷文，提到了公元前7世纪的五位南阿拉伯神，两位在位的君主和两位总督

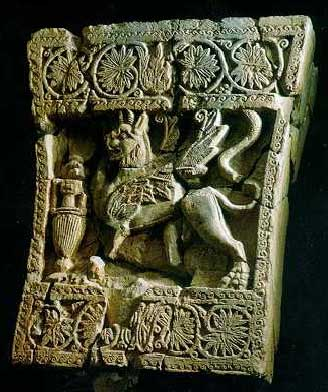
来自哈德拉毛首都沙布瓦皇宫的狮鹫

### 马恩王国（公元前7世纪–公元前1世纪）
在米那人统治期间，它的首都位于卡纳（Karna）（现称Sa'dah ）。他们的另一个重要城市是Yathill（现在称为Baraqish ）。该米那王国以西北也门为中心，其大部分城市的都处于Madhab干谷。在远离马恩王国的地方，远至沙特阿拉伯西北部的欧拉，甚至在提洛岛和埃及，都发现有米那铭文。它是也门诸王国第一个灭亡的 ，而米纳斯语在公元100年左右消亡。

### 赛伯伊王国（公元前9世纪–275年）
学界主流意见认为：《圣经》上所提及的示巴王国，是基于南阿拉伯的赛伯伊人古代文明，但这种说法跟多个国家的地区传统述说相违背。
在赛伯伊人统治期间，贸易和农业蓬勃发展，创造了大量财富和繁荣。赛伯伊王国位于也门，其首都马里卜位于也门的现代首都萨那附近。 根据南阿拉伯的传说，诺亚的长子闪创立了马里布城。
在赛伯伊统治期间，也门被罗马人称为“阿拉伯腓力”，他们的财富和繁荣给罗马人留下了深刻的印象。罗马皇帝奥古斯都在埃利乌斯·加卢斯的指挥下，派遣一支军事远征队征服了“福地阿拉伯”。在对马里卜进行不成功的包围之后，罗马将军撤退到埃及，而他的舰队摧毁了亚丁港口，以保证罗马商船通向印度。
王国的成功是建立在香料和芳香剂（包括乳香和没药）的种植和贸易基础上的。这些产品出口到地中海，印度和阿比西尼亚，在许多文化中得到了极大的赞扬，它们使用骆驼穿越阿拉伯半岛，并通过海上路线到达印度。
在公元前8世纪和7世纪，埃塞俄比亚北部与厄立特里亚的达木特王国和赛伯伊之间的文化有着密切的联系。虽然前者文明是本土的，并且其皇家铭文是用一种原始埃塞俄比亚人的语言写的，但王国里也有一些赛伯伊人移民，这一点可以从一些D"mt铭文中得到证明  
也门的农业在此期间蓬勃发展，这归功于先进的灌溉系统，该系统包括山区的大水隧道和水坝。这些土方工程中最令人印象深刻的工程是马里卜水坝 它建造于公元前700年，能够灌溉约101平方千米的土地。它屹立了几乎一千年，最终在数百年的忽视后于570 CE崩溃。

### 哈德拉毛王国（公元前8世纪–公元3世纪）
哈德拉毛的第一个已知铭文是从公元前8世纪开始的。它最早是由外部文明在公元前7世纪早期在卡拉巴伊尔·瓦塔尔语的古赛伯伊语铭文中引用的，其中提到哈德拉毛国王亚达伊尔是他的盟友之一。但是，当米那人在公元前4世纪控制了商路时，哈德拉毛即成为其同盟之一，可能是出于商业利益。后来它成为独立国家，并在公元前一世纪末被不断增长的在也门的希木叶尔帝国入侵，但它成功击退了这一袭击。哈德拉毛在公元2世纪后半叶吞并了加丹，规模达到最大。哈德拉毛王国最终在公元300年左右被希木叶尔国王Shammar Yahri'sh征服，统一了所有南阿拉伯王国。

### Awsān王国（公元前8世纪–公元前6世纪）
Awsan王国定都于在Markha干谷中的 （页面存档备份，存于）Hagar Yahirr，位于Bayhan干谷干谷南部，现在该地仅剩一个台形土墩，被当地人称为Hagar Asfal。它曾经是南阿拉伯最重要的小王国之一。根据一份赛伯伊文本的记载，该城市似乎在公元前7世纪被赛伯伊国王卡里比伊尔·瓦塔尔摧毁。这场战役表明该城被赛伯伊人视作战略要地。

### 加丹王国（公元前4世纪–公元3世纪）
加丹是在北汉河谷繁荣的古代也门王国之一。像其他南部阿拉伯王国一样，它通过乳香和没药的交易获得了巨大的财富。卡塔班的首府被称为蒂姆纳，位于经过哈德拉毛，赛伯伊和马恩等其他王国的贸易路线上。卡塔班人的主要神灵是Amm（叔叔），人民自称为“Amm的孩子”。

### 希木叶尔王国（公元前2世纪晚期–525年）

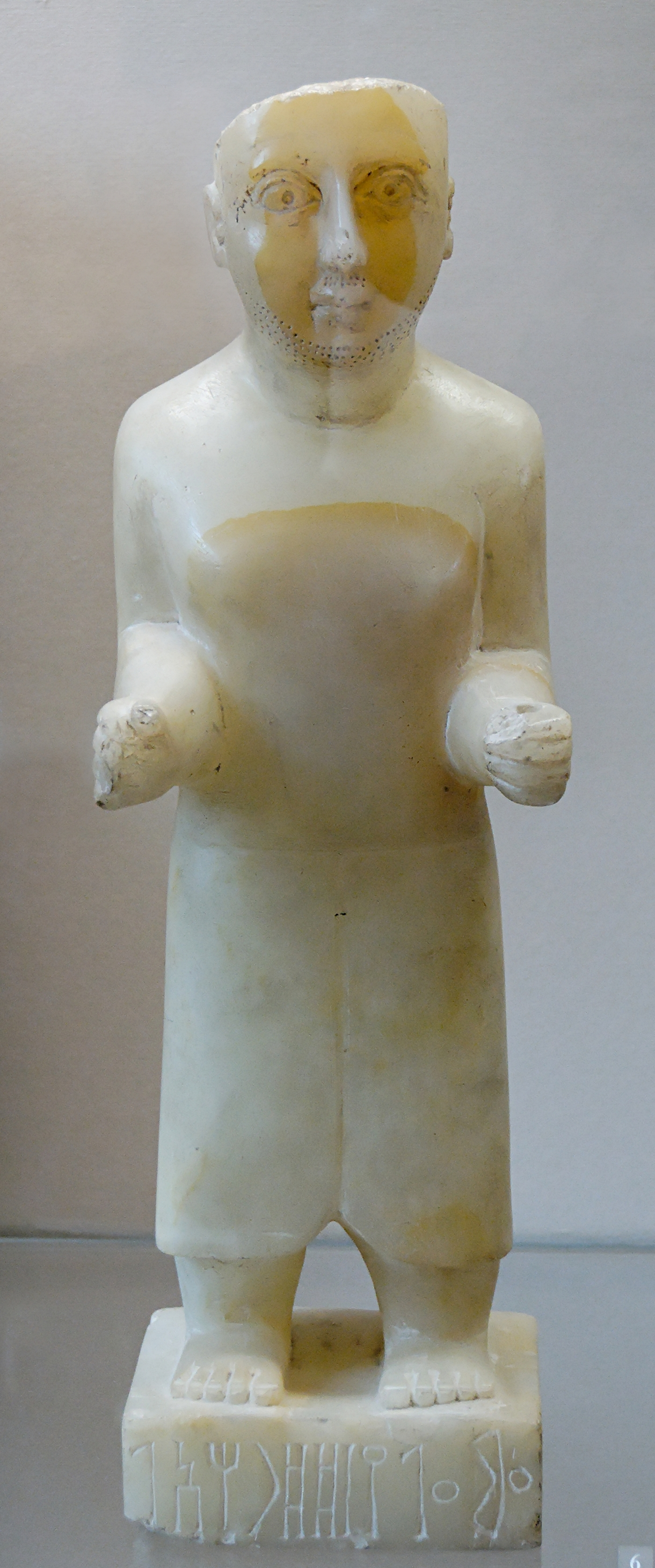
公元前1世纪，也门， 阿玛拉伊雕像

希木叶尔人反叛加丹，并最终统一了西南阿拉伯，控制了红海以及亚丁湾的海岸。从他们的首都扎法尔，希木叶尔国王发动了成功的军事行动，有时将其疆域延伸至也门东部和奈季兰北部 。与他们的Kindite盟友一道，他们最远达到了利雅得北部以及亚布林东部。
在公元3世纪，南阿拉伯王国之间不断发生冲突。阿克苏姆开始干涉南阿拉伯事务，与赛伯伊结盟。一份希木叶尔文献显示，哈德拉毛和加丹也联合起来反对阿克苏姆。结果，阿克苏姆帝国在3世纪上半叶占领了希木叶尔的首都。无论如何，联盟并没有持续下去，赛伯伊出人意料地又与哈德拉毛陷入敌对，再次与阿克苏姆结盟，并于225年占领了哈德拉毛首都。后来，希木叶尔与赛伯伊结盟，并入侵了新占领的阿克苏姆领土，夺回了蒂法尔，并将阿克苏姆推回了提哈马。  这个戴冠冕的立式浮雕被认为是犹太国王MalkīkaribYuhaʾmin的代表，或者更可能是基督徒Esimiphaios。

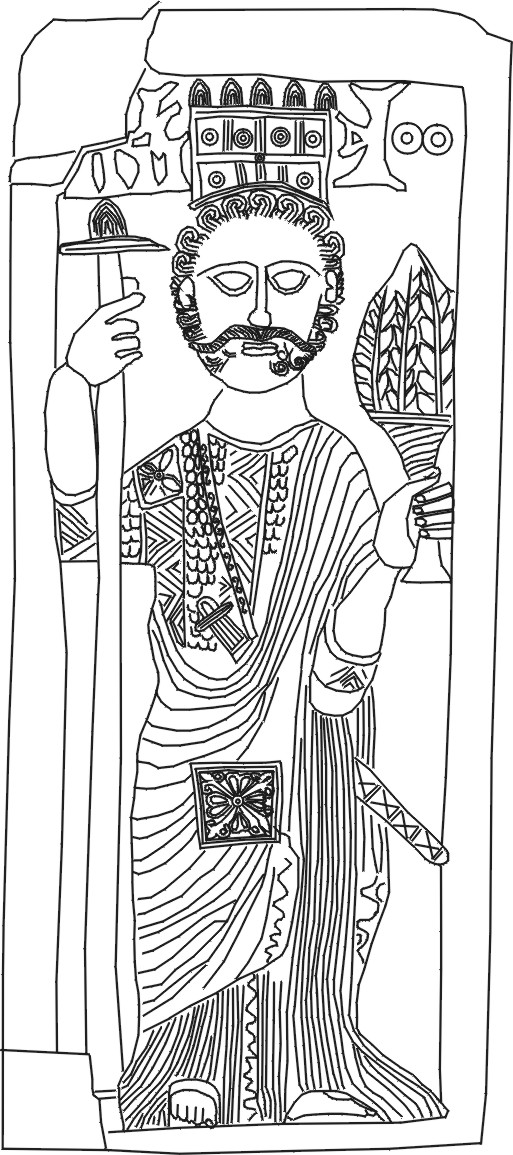
从扎法尔石楼挖出的“戴冠冕的人人”。

#### 阿克苏姆占领时期（525 – 570年）
阿克苏姆的入侵与希木叶尔国王杜·努瓦斯有关，他将国教改为犹太教并开始迫害也门的基督徒。在拜占庭皇帝查士丁尼一世的鼓励下，阿克苏姆的基督教国王卡列布入侵而后吞并了也门。阿克苏姆人控制了希木叶尔并于公元570年入侵麦加。也门东部仍然通过与拉赫姆王国结盟进而与萨珊波斯进行联盟，后者后来攻入也门，结束了阿克苏姆占领时期。

#### 萨珊王朝时期（570 – 630年）
波斯国王霍斯劳一世出兵也门，他帮助传奇人物Sayf ibn Dhi Yazan将阿克苏姆赶出了也门。南部阿拉伯成为了一个由也门人封臣统治的波斯王国，因此进入了萨珊王朝的势力范围。在拉赫姆王国灭亡后，另一支军队被派往也门，使之成为萨珊帝国在波斯总督管辖下的一个省。628年霍斯劳二世逝世后，南阿拉伯的波斯总督皈依了伊斯兰教，于是也门跟随了新宗教。

## 汉志

### 赛莫德
赛莫德（阿拉伯语：ثمود）是汉志的古代文明，从公元前3000年延续到前200年。最近的考古工作揭示了众多赛莫德的石刻。古兰经      、古阿拉伯诗歌、《亚述人编年史》、公元169年西北汉志的希腊神庙铭文、公元5世纪的拜占庭文献以及泰马城内的古代北阿拉伯涂鸦中都提到了它们。在新亚述王萨尔贡二世（公元前8世纪）的胜利史中也提到了这些人，他在阿拉伯北部的一次战役中击败了这些人。在亚里斯多德，托勒密和普林尼的著作中，希腊人也称这些人为“Tamudaei”，即 赛莫德。在伊斯兰教兴起之前，大约在公元400-600年之间，赛莫德完全消失了。

## 北阿拉伯诸王国

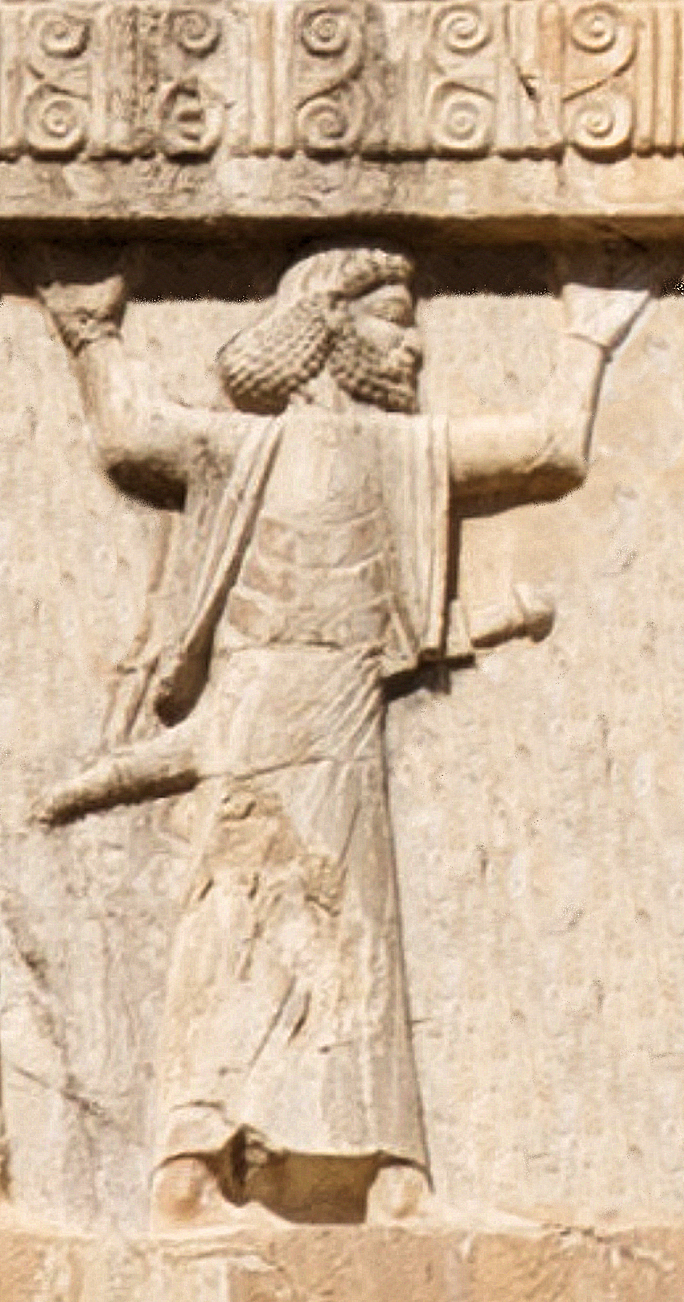
阿契美尼德军队中的阿拉伯士兵（古波斯楔形文字：𐎠𐎼𐎲𐎠𐎹，Arabāya），约前480年。薛西斯一世墓中雕刻。

### 盖达尔王国（公元前8世纪–？）
盖达尔王国是北阿拉伯最有组织的部落，在公元前6世纪统治时期达到顶峰，横跨波斯湾和西奈半岛之间的大部分地区。 盖达尔人是公元前8世纪至4世纪之间的一支有影响力的力量，最初是在亚述帝国的铭文中提到的。一些早期的盖达尔统治者是亚述的附庸，在公元前7世纪，针对亚述的起义开始扩散。人们认为，嘎达二在公元2世纪崛起，最终被纳巴泰人同化。

### 阿拉伯北部的阿契美尼德
阿契美尼德阿拉伯指的是埃及和美索不达米亚之间的土地，后来被称为佩特拉阿拉伯。据希罗多德记载，当冈比西斯 在525 BCE袭击埃及时，它并没有征服阿拉伯人。他的继任者大流士大帝在他统治初期的第一年并没有在贝希斯敦铭文中提到阿拉伯人，但在后来的铭文中提到了阿拉伯人。这表明大流士征服了阿拉伯的这一部分。 

### 纳巴泰人

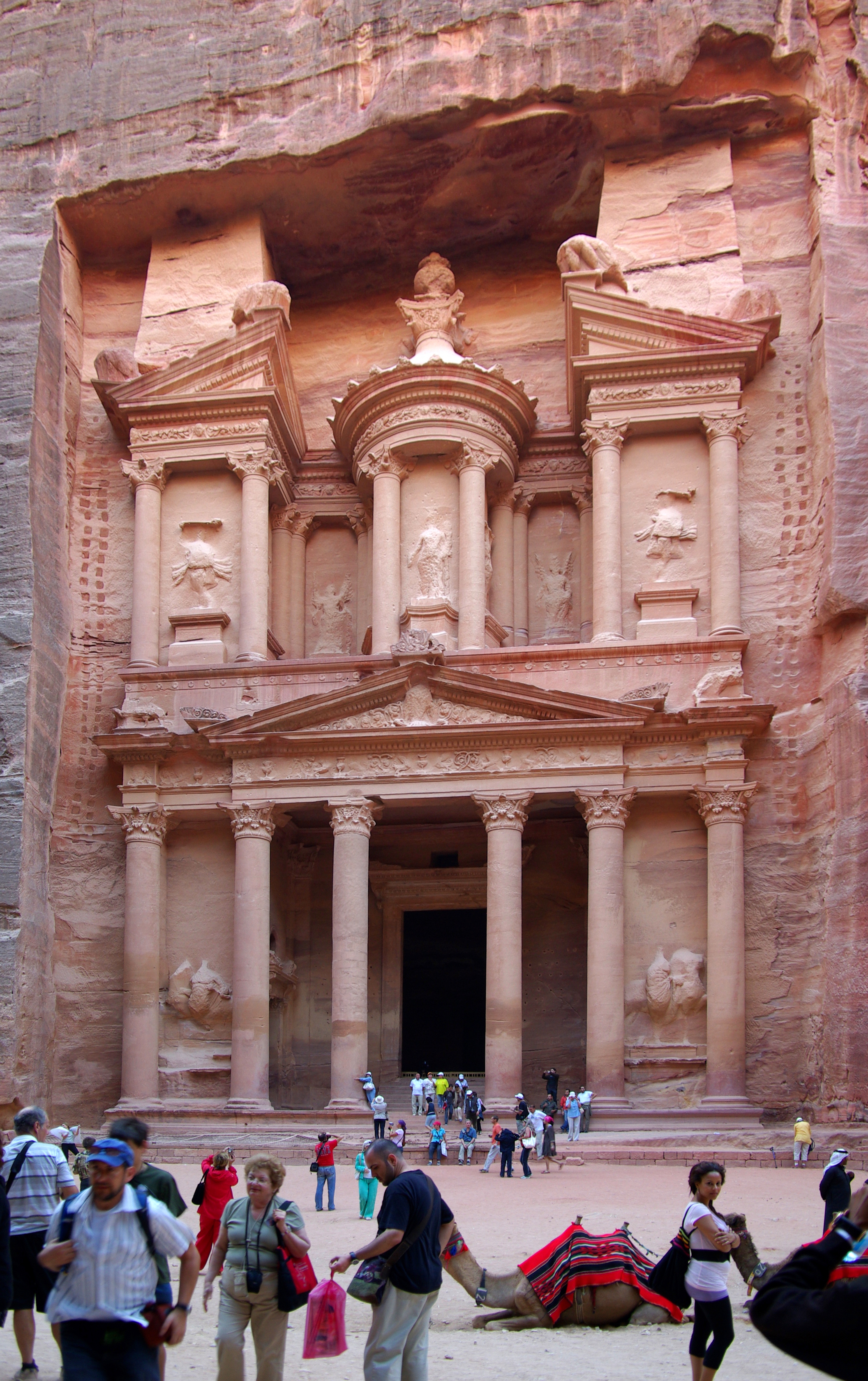
佩特拉（约旦）的卡兹尼神殿废墟

纳巴泰人没被列在阿拉伯部落的家谱中，因为纳巴泰王国在伊斯兰教来临之前很长一段时间就结束了。他们定居在死海和红海之间的西非裂谷东方，也就是曾经被称为以东的土地上。尽管最早的确定引用它们的时间可以追溯到公元前312年，但是它们出现的时间可能更早。
佩特拉（“岩石”的意思）位于约旦裂谷，约旦的阿拉伯谷以东约80 km（50 mi），在死海以南。由于香料贸易的成功，它在公元前1世纪后期引起了广泛关注。这座城市是古代纳巴泰的主要城市，并以两件事而闻名：贸易和水利工程系统。直到图拉真统治之前，它一直是当地自治的，但在罗马统治下却很繁荣。公元1世纪，这个城镇在有柱廊的街道周围发展起来，到公元一世纪中叶，城市化迅速发展。采石场可能是在这个时期开放的，在公元1世纪和2世纪，采石场几乎一直在持续建设。

### 罗马阿拉伯
有证据顯示北阿拉伯的罗马统治时期可以追溯到凯撒奥古斯都统治时期（公元前27年–公元14年）。在提庇利乌斯统治时期（14-37），位于连接波斯与罗马叙利亚和腓尼基的地中海港口的商队路线上，富裕和优雅的北阿拉伯城市巴尔米拉已经成为了罗马的一个行省。作为连接波斯，印度，中国和罗马帝国的贸易路线，该地区的重要性日益稳定增长。在接下来的繁荣时期，帕尔米拉的阿拉伯公民采用了一并从东方的伊朗帕提亚世界，到西方的希腊罗马世界，的风俗习惯和服装样式。129年， 哈德良参观了这座城市，并对其深深着迷，以至于他宣布这座城市为自由城市，并将其更名为巴尔米拉·哈德里亚娜（Palmyra Hadriana）。

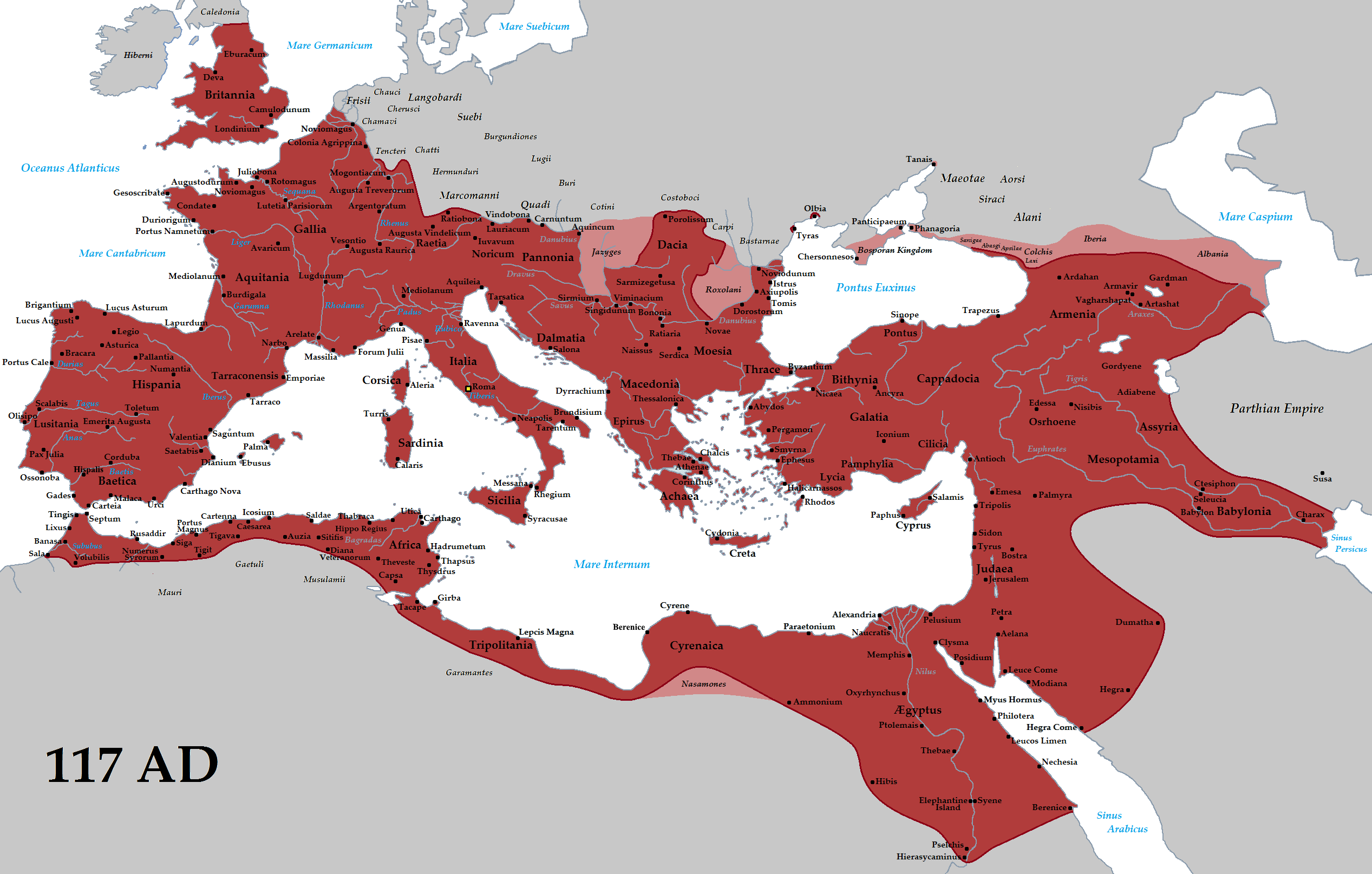
罗马皇帝图拉真控制领土，从西北阿拉伯直到马甸沙勒

罗马阿拉伯佩特拉共和国（Arab Petraea）由公爵图拉真（Trajan）于2世纪初创建。它以佩特拉为中心，但甚至包括在纳巴泰控制下的阿拉伯北部地区。
最近发现的证据表明，罗马军团占领了阿拉伯西北部的马甸沙勒，扩大了阿拉伯佩特拉省的范围。
阿拉伯佩特拉的沙漠边界被罗马人称为阿拉伯边区。作为边境省份，它包括由游牧撒拉森人居住的阿拉伯东北部的一个沙漠地区。

### 伽珊尼德人
在萨珊时代，阿拉伯佩特拉就是罗马帝国和波斯帝国之间的边境省，从公元早期开始，受越来越多的南部阿拉伯人影响，尤其是三世纪，伽珊尼德人开始向北迁移。
- 伽珊尼德在当时的希腊化叙利亚重建了闪族的存在。他们主要定居在呼兰地区，并扩散到今黎巴嫩，以色列，巴勒斯坦和约旦。伽珊尼德人占领了叙利亚，直到被伊斯兰扩张所吞没。

希腊人和罗马人称近东沙漠的所有游牧人口为阿拉比人。希腊人称也也门为“阿拉伯腓力”（福地阿拉伯）。罗马人以佩特拉城的名字，把罗马帝国内的游牧诸侯国称为“彼得里亚”，把与帝国接壤的南部和东部的未征服的沙漠称为“大阿拉伯”或“沙漠阿拉伯”。

## 中阿拉伯

### 金达王国
金达是金达部落建立的的阿拉伯王国，该部落的存在可以追溯到公元前2世纪。 金达人在阿拉伯中部的内志建立了一个王国，不同于也门的有组织国家，它的国王对一些联合部落的影响更多的是通过个人威望，而不是通过强制性的固定权威。他们的第一个首都是QaryatDhātKāhil，今天被称为QaryatAl-Fāw。
在公元6世纪之前，金达人一直是多神教徒，有证据表明，在他们的中南部阿拉伯半岛（今沙特阿拉伯）的古都发现了崇拜偶像阿塔尔和Kāhil的仪式。目前尚不清楚他们是否皈依了犹太教或仍然保持异教徒身份，但是有充分的考古证据表明，他们在犹太国王镇压也门基督教的过程中也被波及到。 他们于公元7世纪中叶皈依了伊斯兰教，并在阿拉伯人征服其周围环境中发挥了关键作用，尽管在穆罕默德死后，有一些部落宣布叛教。
提到金达的第一位古典作家是拜占庭的诺诺索斯大使，他是查士丁尼大帝派往该地区的。他称这些人为Khindynoi （阿拉伯语Kindah，希腊Χινδηνοι），并提到他们和Maadynoi部落（希腊语：Μααδηνοι ，阿拉伯语：Ma'ad ）是该地区在领土和人数上最重要的两个部落。他称国王KindahKaïsos （希腊语：Καισος ，阿拉伯语：Qays ），Aretha的侄子（希腊语：Άρεθα ，阿拉伯语：Ḥārith ）。

## 民族

### 定居的阿拉伯人

伊斯兰教初生时一些重要部落和阿拉伯半岛帝国的大概位置（大约600 CE / 50 BH）。

居住在城市或农村地区（城镇、村庄或绿洲）的定居族群，在前伊斯兰时期，大都为阿拉伯血统。

### 贝都因部落
由许多主要氏族组成，是游牧民族。沿袭父系制度，因为部落是以男性祖先的名字命名的。

### 索鲁巴
索鲁巴是阿拉伯半岛北部的一个Ḥutaymi部落，可以与阿拉伯人区分开。索鲁巴人保持着与众不同的生活方式，成为孤立的游牧民族。索鲁巴的起源是晦涩的。他们被阿卡德人的记载記錄了下来，其中提到了他们最早从公元前7,000年起就使用了沙漠风筝和狩猎陷阱，这说明他们是阿拉伯地区前闪族时代的居民。
剑桥语言学家和人类学家罗杰·布兰奇将索鲁巴视为旧石器时代曾经统治阿拉伯的猎人和盐贩的后裔。他们在下一波迁徙浪潮中被同化，主要是公元前6世纪的游牧民族迁徙，后者带来了牛、野驴、绵羊和狗、野骆驼和山羊。这些民族可能与库希特语族或尼罗-撒哈拉语系的使用者进行了跨红海的贸易。在公元前3到前2世纪，闪语族使用者从近东来到这里，其余的人被边缘化而后同化了。
西方旅行者认为，贝都因人并不认为索卢巴人是加丹的后裔。一个传说提到他们起源于古老的基督教团体，可能是十字军，因为他们曾被贝都因人奴役。 维尔纳·卡斯凯尔批评了十字军的起源理论，而是提出“索鲁巴”一词描述了许多来自不同背景的群体：来自波斯南部的12世纪至13世纪移民的哈撒族群，以及西部在瓦哈比派击败后崛起的族群组成。 另一种理论认为索鲁巴是前贝都因人族群，他们失去了畜群，于是为其他贝都因人所歧视。

### 阿拉伯的谱系学传统
基于圣经家谱，阿拉伯人有一系列与部落的起源和分类有关的习俗。14世纪的阿拉伯谱系学家普遍认为，阿拉伯人可分为三种三种：
1. “灭亡的阿拉伯人”：这些是鲜为人知的古代人。他们包括ʿĀd，Thamud，Tasm，Jadis，Imlaq等。Jadis和Tasm因种族灭绝而丧命。 ʿĀd和Thamud亡于安乐。过去，有些人曾怀疑他们的存在，但就词源学上来说，「Imlaq」是「Amaleeq」的单数形式，这就可能圣经的亚玛力同义。
2. “纯阿拉伯人”：传统上被认为是源自Ya'rub bin Yashjub bin Qahtan的后代。[93]
3. “阿拉伯化的阿拉伯人”：传统上他们被视为来自Adnan。[94][95]

现代历史学家认为，这些区别是在倭马亚时期创造的，用以作为不同政治派别的支撑。
阿拉伯历史上的几个不同的贝都因部落传统上被认为是从两个主要分支中出现的：Rabi`ah，从中出现了Banu Hanifa；和Mudhar，从中出现了Banu Kinanah (以及后来穆罕默德自己的部落古莱什)。

## 宗教

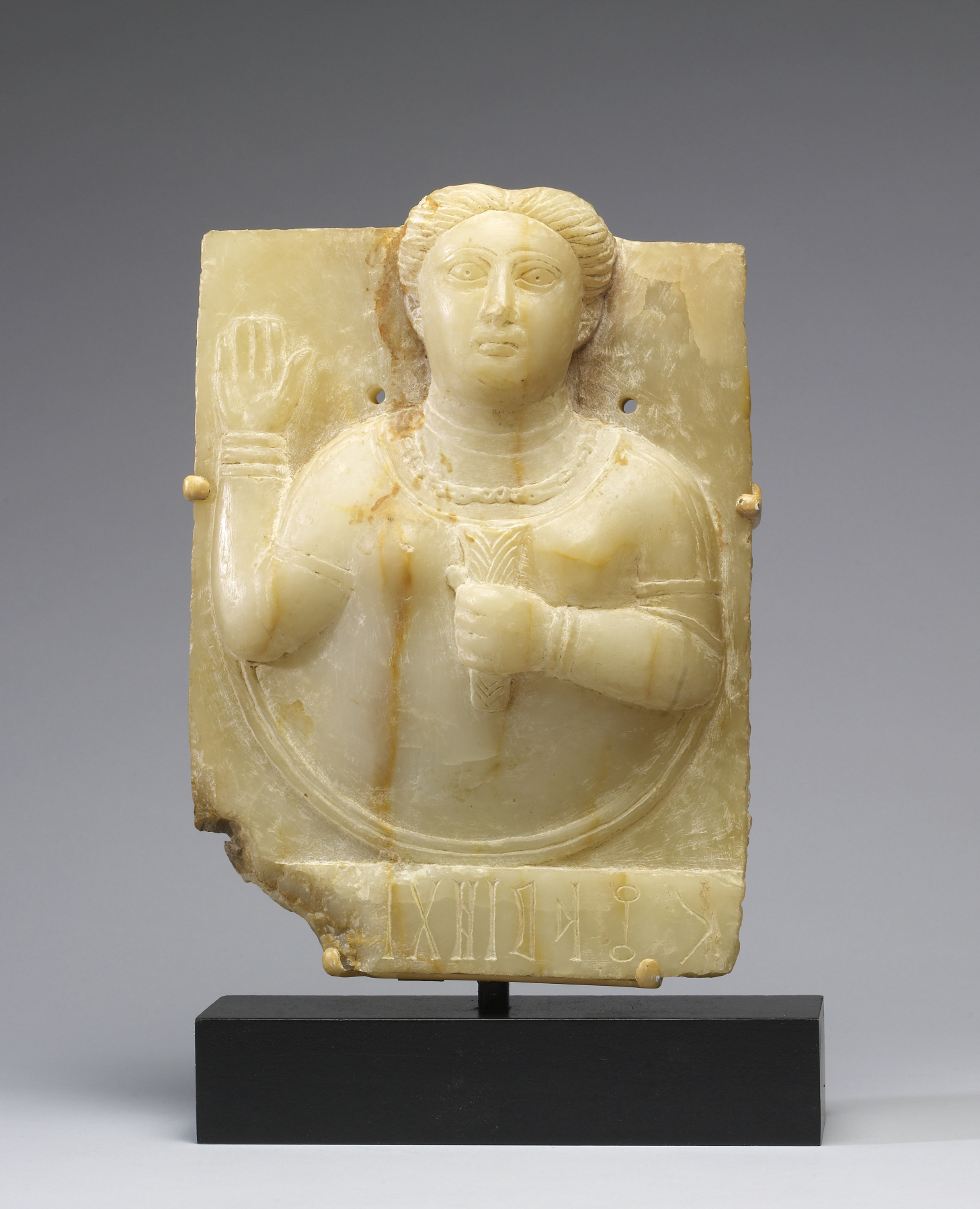
这个雕塑刻画了一位女祭司，她从一个圆盘中探出身子，代表捐赠者向太阳女神Rathadum求情

前伊斯兰阿拉伯的宗教包括传统阿拉伯多神教、基督教、犹太教和以祆教为代表的伊朗宗教。阿拉伯多神教是前伊斯兰阿拉伯宗教的主要形式，它是基于对神灵崇敬。在当地的神社和庙宇（例如麦加的天房）朝拜各种神灵，包括胡巴勒和女神阿拉特、乌札和玛纳特。人们通过朝圣、占卜以及祭祀等多种仪式对神灵表示崇敬，进行感召。关于真主在麦加宗教中的作用，学者提出了不同的理论，其中之一认为，对前伊斯兰神灵的许多描述都可以追溯到偶像崇拜，尤其是在天房附近，据说其中最多可以容360名信徒。
其他宗教也有不同程度的显现。邻近的罗马帝国、波斯帝国以及阿克苏姆帝国的影响诞生了阿拉伯西北、东北和南部的基督教社群。在半岛的其余部分，基督教的影响较小，但也有一些部族皈依。随着景教在半岛东北和波斯湾地区开始盛行，基督一性论成为了此地区的主导学说。自罗马时代以来，半岛一直颇为犹太移民所青睐，这导致了一个犹太人的流散社区，另有一些当地人改信猶太教。此外，萨珊帝国的影响导致半岛上出现了伊朗诸宗教。虽然琐罗亚斯德教在阿拉伯的东部和南部开始盛行，但麦加并没有摩尼教出现。

## 艺术
本地区艺术与周边文化相似。 前伊斯兰时期也门出产的雪花石膏（雕塑最常用的材料）雕塑具有上乘的美学和历史魅力。

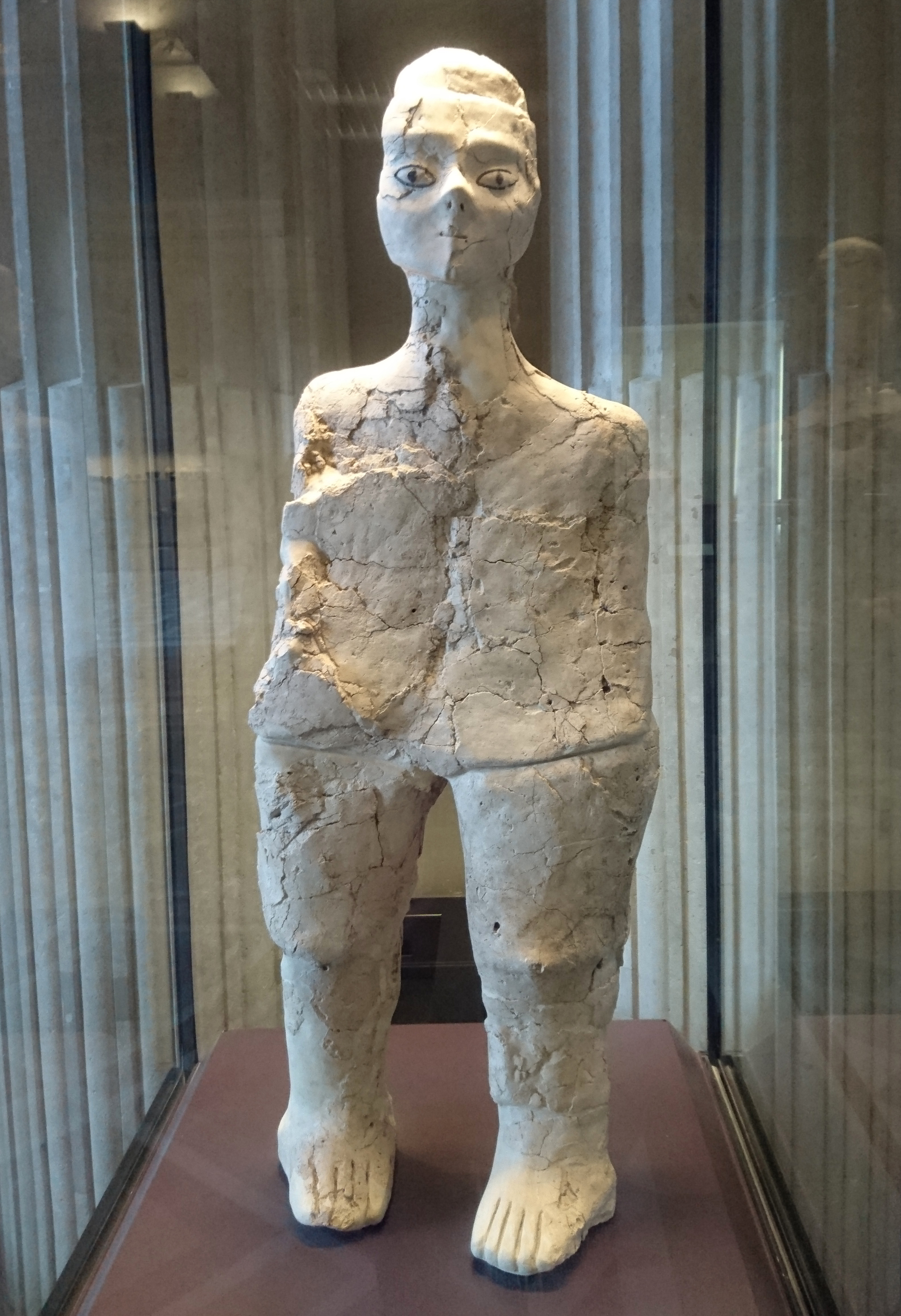
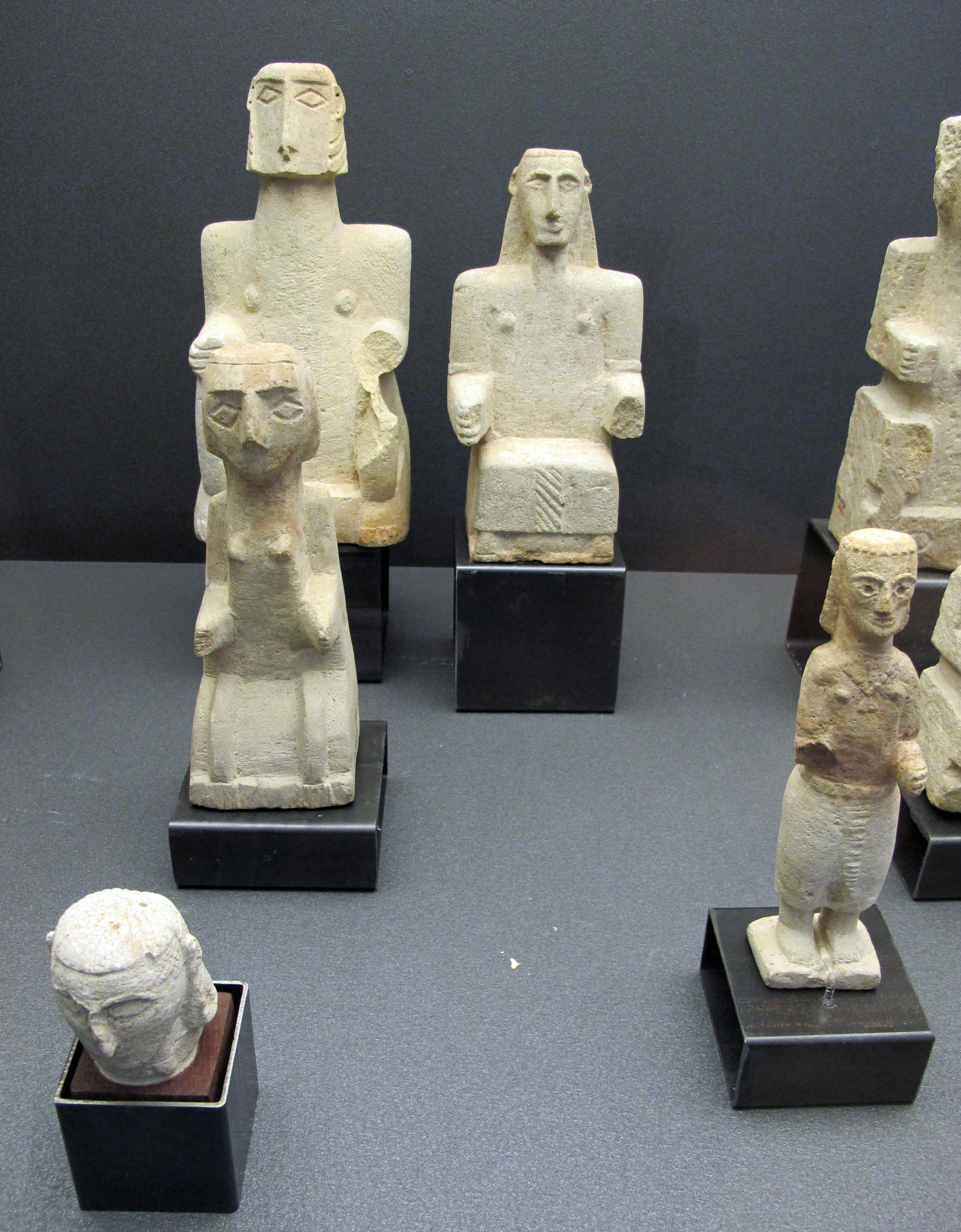
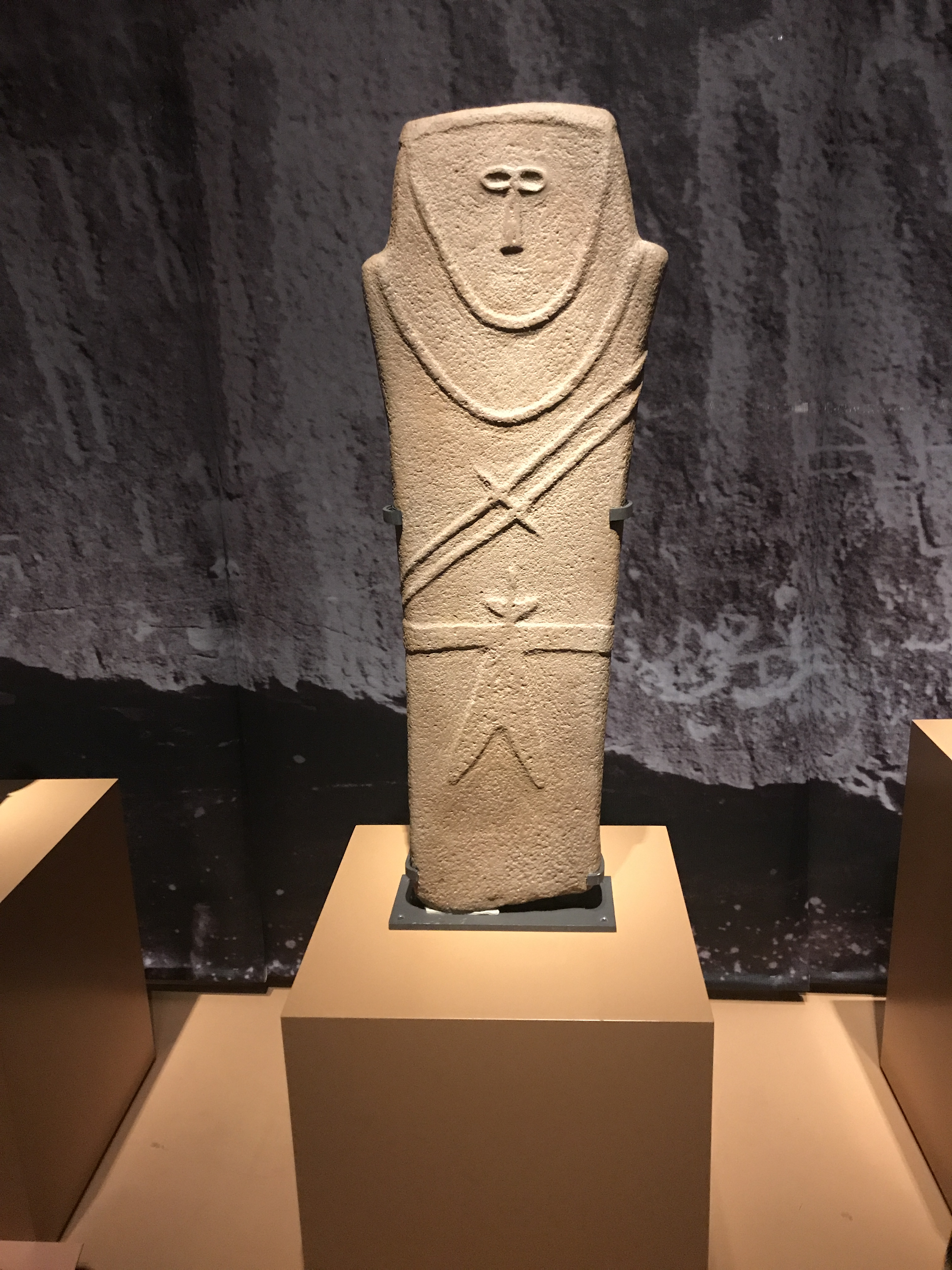
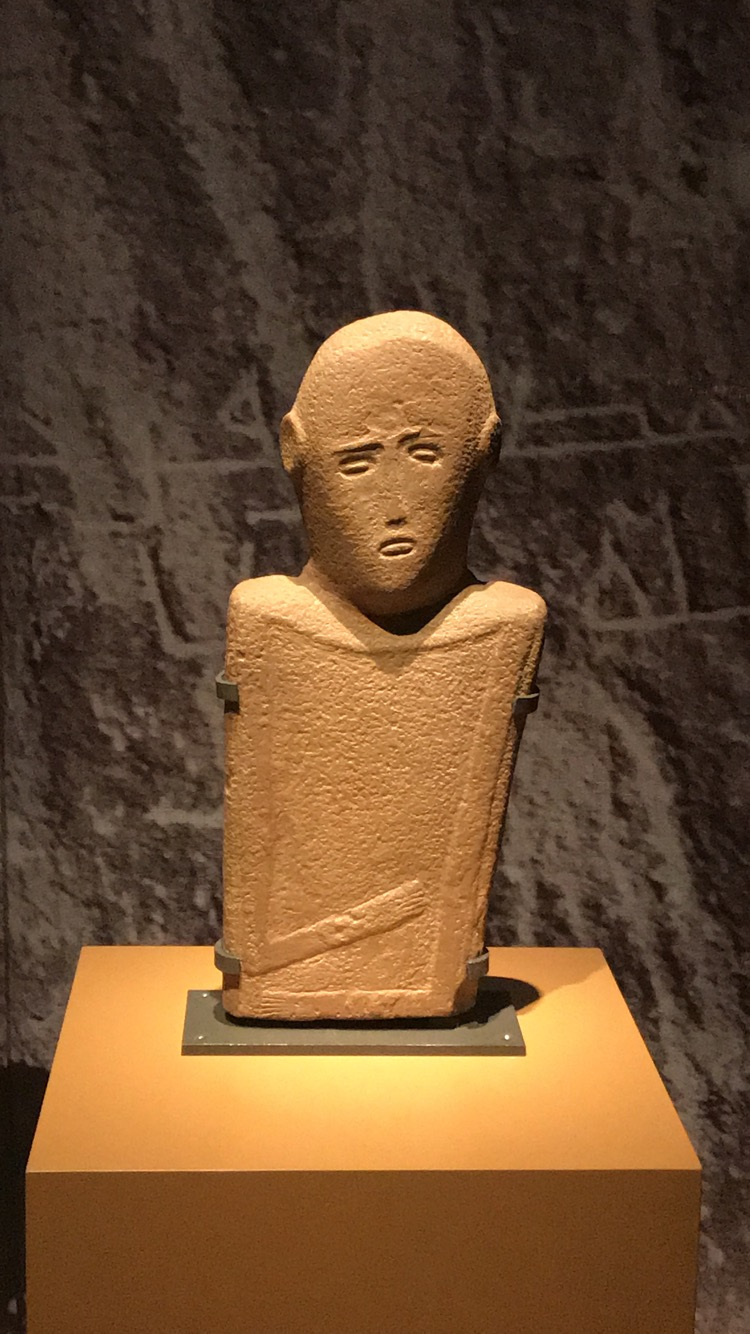
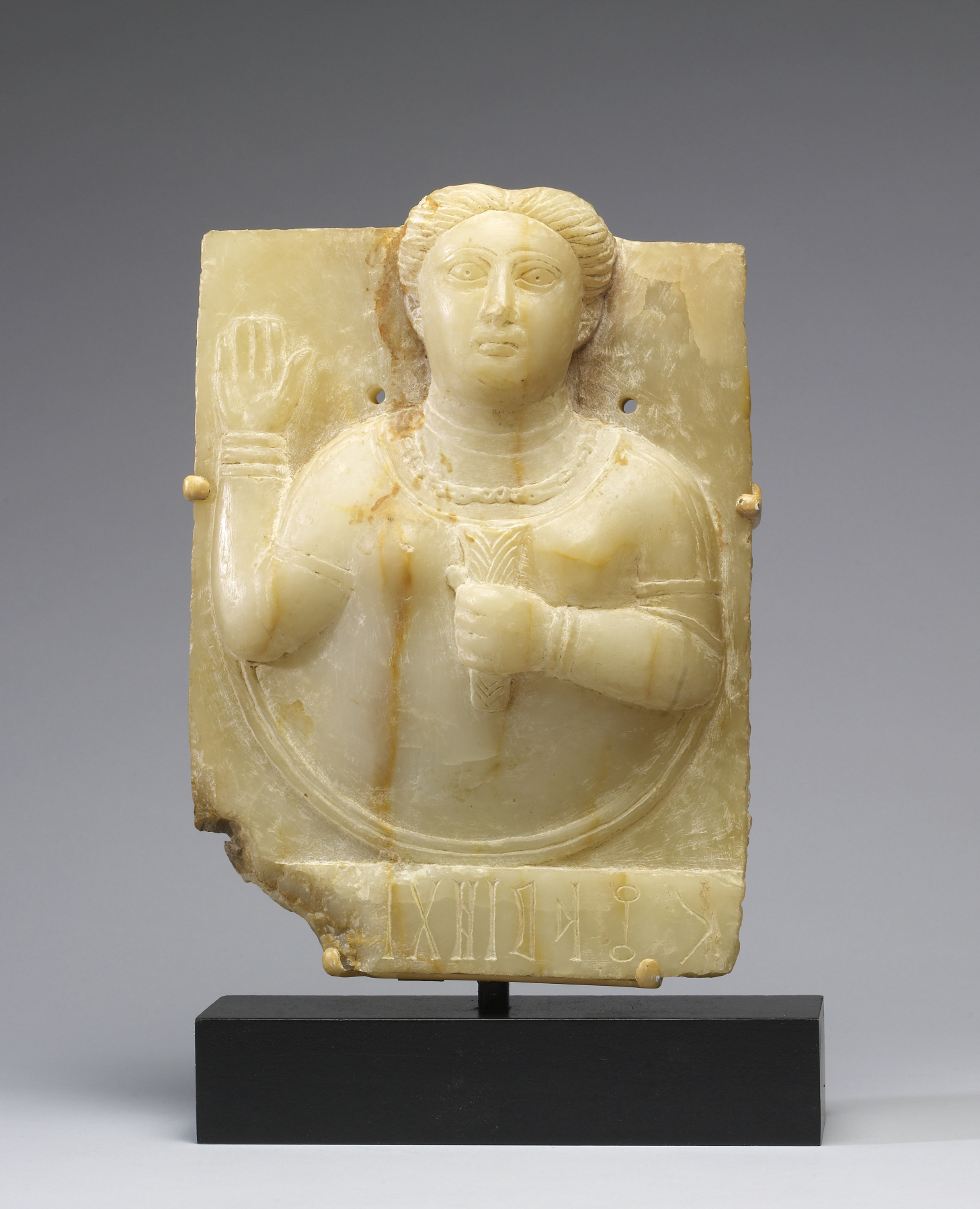
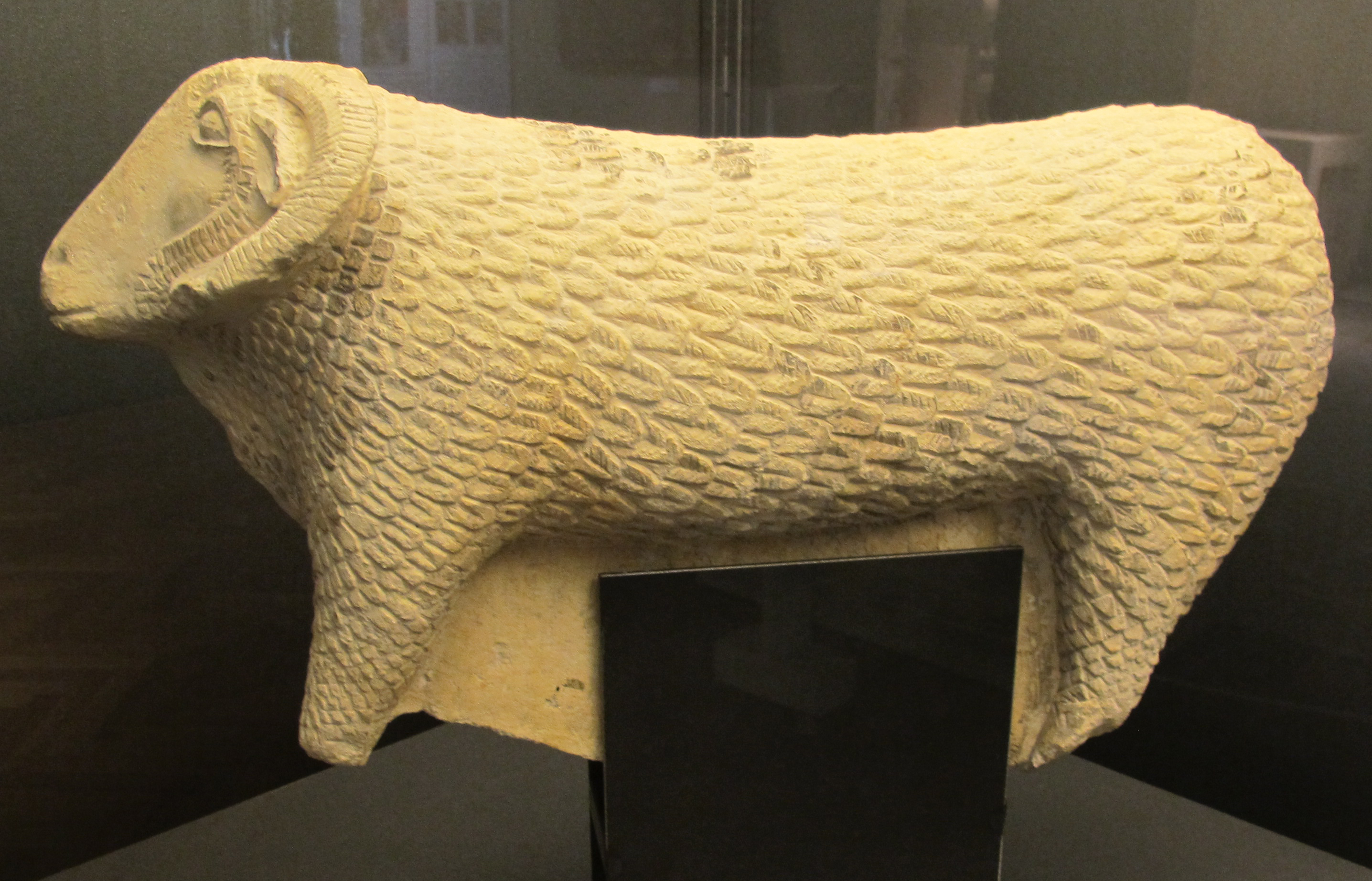
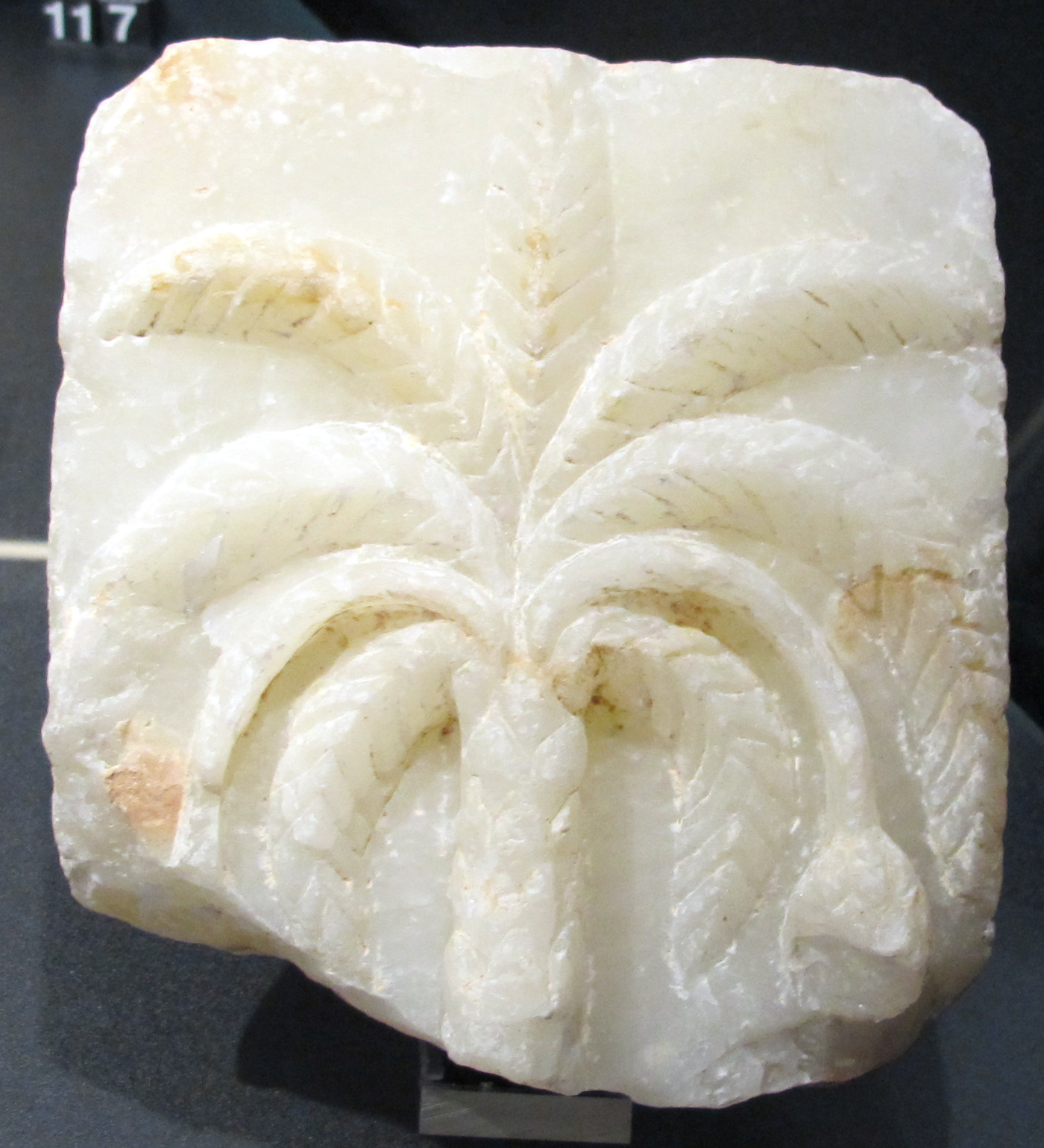
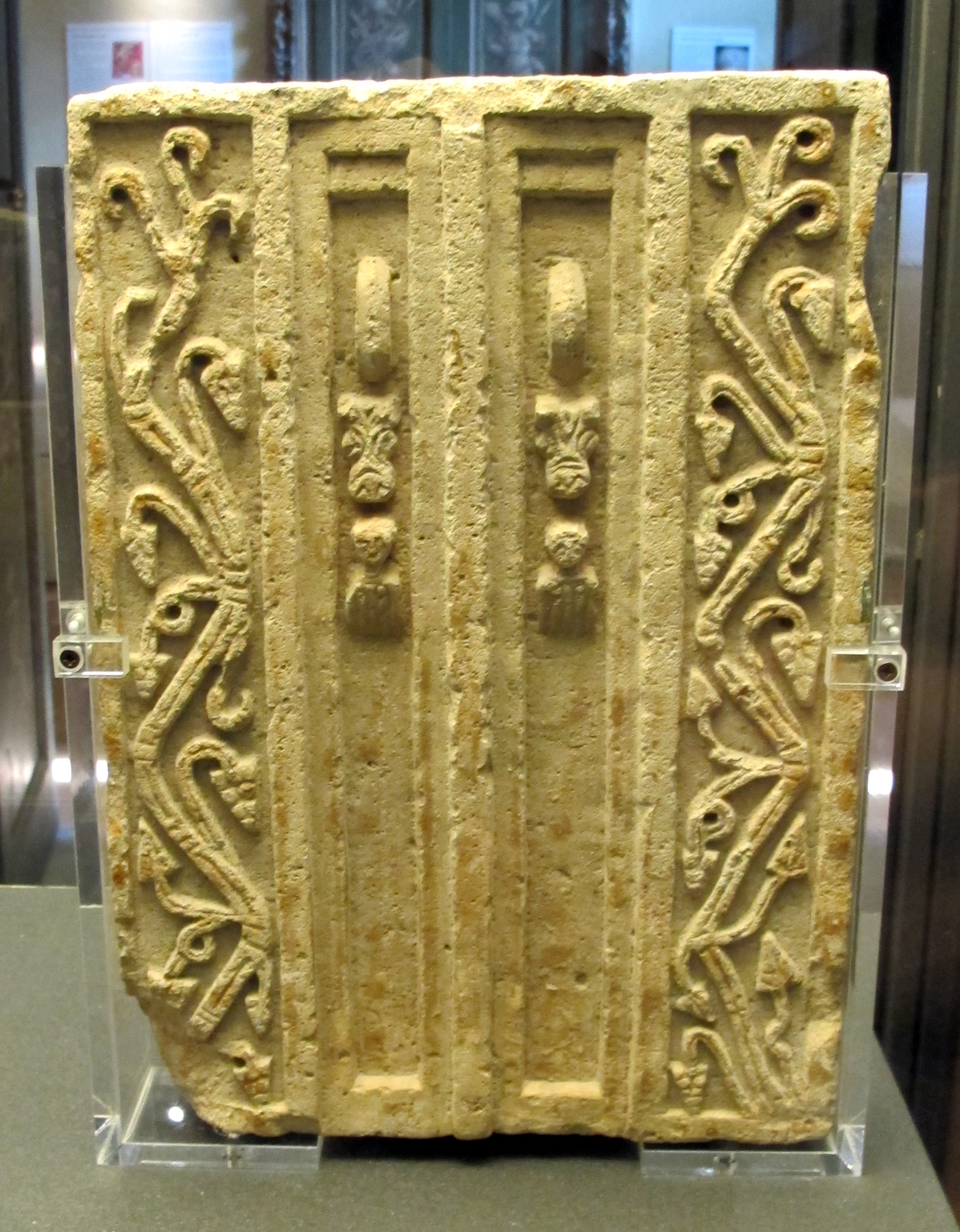
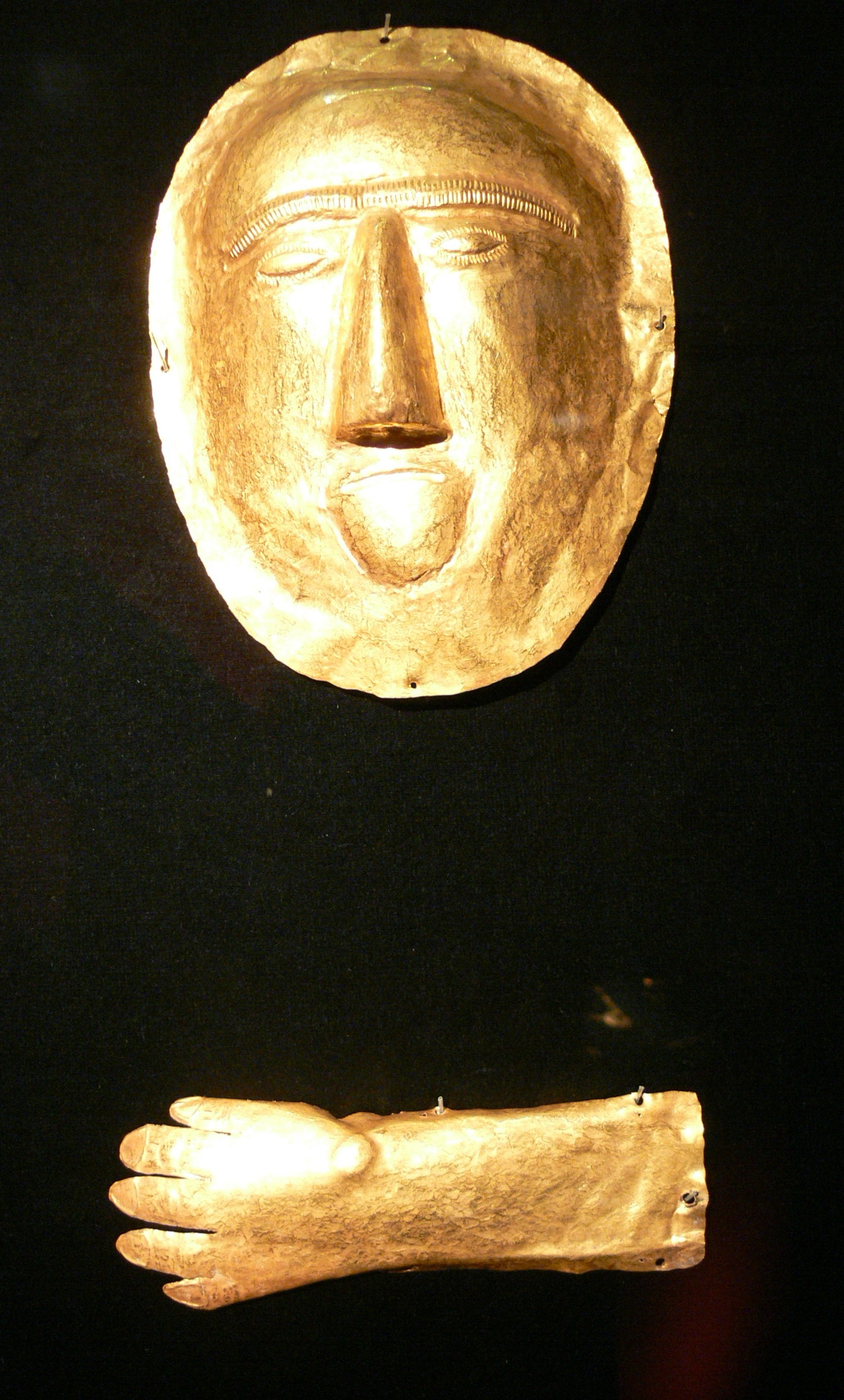

## 古代晚期
阿拉伯的7世纪初期开始于罗马－波斯战争中最长、最具破坏力的时期。它使拜占庭帝国和萨珊帝国都精疲力尽，容易受到第三方的攻击，特别是来自在新創立的伊斯蘭教下团结起來的游牧阿拉伯人。根据历史学家乔治·利斯卡的说法，“不必要的拜占庭与波斯长时间的冲突为伊斯兰开辟了道路”。
人口状况也有利于阿拉伯人的扩张：人口过剩和缺乏资源也逼迫阿拉伯人向半岛外部扩张。

### 帝国的陷落
在602-628年的拜占庭-萨珊战争之前，查士丁尼大瘟疫爆发（541-542），它传遍了整个波斯并进入了拜占庭。目睹瘟疫的拜占庭历史学家普罗科匹厄斯记录道，君士坦丁堡每天有10,000人丧生， 但是当代历史学家经常对此提出质疑。随着帝国人民在应对死亡与沉重的税收中苦苦挣扎，这两个帝国都被此次瘟疫永久性的削弱了。当两国战争加剧时，瘟疫也随之加剧。
尽管几乎被瘟疫所击败，但拜占庭皇帝查士丁尼一世（527-565年在位）仍然试图通过扩张到阿拉伯来复活罗马帝国。阿拉伯半岛海岸线很长，还有一片茂密的植被，称为新月沃土，非常适合商贸，这可能有助于资助他向欧洲和北非进行扩张。如果能攻入波斯领土也将终止这场战争，即便代价是向萨珊帝国缴纳岁贡。于是双方签署了一项协定，即每年由拜占庭向波斯缴纳5000千克的岁贡以换取停火。
但是，查士丁尼无法承受在阿拉伯的进一步损失。拜占庭人和萨珊人都雇佣了来自沙漠的强大游牧雇佣兵，他们的力量足以抹杀另一方入侵阿拉伯的可能性。查士丁尼十分重视他的这些雇佣军，以至于授予他们的首领贵族头衔，比如部落首领甚至国王，后者是他可以授予别人的最高荣誉。 一直到6世纪末，在这些雇佣军与他们的赞助帝国之间爆发分歧之前，此地一直维持着不安定的和平。
拜占庭人的盟友是来自沙漠边境的一个基督教阿拉伯部落，被称为伽珊尼德。萨珊人的盟友拉赫姆人也是阿拉伯基督徒，但生活在今伊拉克地区。但是，宗教上的宗派纷争导致了联盟破裂。拜占庭的官方宗教是东正教，它认为耶稣和上帝是一个实体内的两个性。 伽珊尼德人作为来自伊拉克的一性论基督徒，相信上帝和耶稣基督只是一个性。 事实证明这种分歧是不可调和的，并导致双方永久性中断联盟。
同时，由于犯下了责问拉赫姆领导人犯有叛国罪这一错误，萨珊帝国中断了与拉赫姆的联盟。萨珊人于602年吞并了拉赫姆王国。 伊拉克的肥沃土地和重要贸易路线从那时起就面臨迎接巨變。

### 伊斯兰教的兴起

哈里发的扩张，公元622–750年。
先知穆罕默德时期, 622–632
正统哈里发时期, 632–661
倭马亚王朝时期, 661–750

当军事僵局最终被打破，而拜占庭似乎终于在战斗中占了上风时，游牧的阿拉伯人从沙漠边境入侵，带来了新的社会秩序，强调了宗教奉献高于部族生活。

到上一次拜占庭-萨珊战争在628年结束之时，阿拉伯已经开始在穆罕默德的政治宗教领导下团结起来。穆斯林能够同时对两个帝国发动进攻，毁灭了萨珊帝国，并占领了黎凡特、高加索、埃及、叙利亚和北非的拜占庭领土。 在接下来的几个世纪，几乎大部分的拜占庭领土和全部的萨珊领土就完全被置于穆斯林的统治之下了。
“在遇见穆罕默德并坐在先知的膝盖上的一些孩子的一生中，阿拉伯军队控制着从欧洲比利牛斯山脉一直延伸到南亚印度河谷的土地。在不到一个世纪的时间里，阿拉伯人开始统治跨越五千英里的区域。”

## 扩展阅读
- Berkey, Jonathan P., , Cambridge University Press, 2003, ISBN 978-0-521-58813-3
- Bulliet, Richard W., , Harvard University Press, 1975, ISBN 978-0-674-09130-6
- Donner, Fred, , Princeton University Press, 1981, ISBN 978-0-691-10182-8
- Hawting, G. R., , Cambridge University Press, 1999, ISBN 978-0-521-65165-3
- Hoyland, Robert G., , Routledge, 2001, ISBN 978-0-415-19535-5
- Korotayev, Andrey, , Oxford: Oxford University Press, 1995  [2020-05-18], ISBN 978-0-19-922237-7, （原始内容存档于2023-11-29）
- Korotayev, Andrey, , Wiesbaden: Harrassowitz Verlag, 1996, ISBN 978-3-447-03679-5
- Yule, Paul Alan, , Aichwald: Linden, 2007, ISBN 978-3-929290-35-6
- 阿拉伯安提卡（Arab Antica） （页面存档备份，存于） ：比萨大学伊斯兰前阿拉伯研究门户网站-公民党与民间组织部